# St. Leodegar im Hof

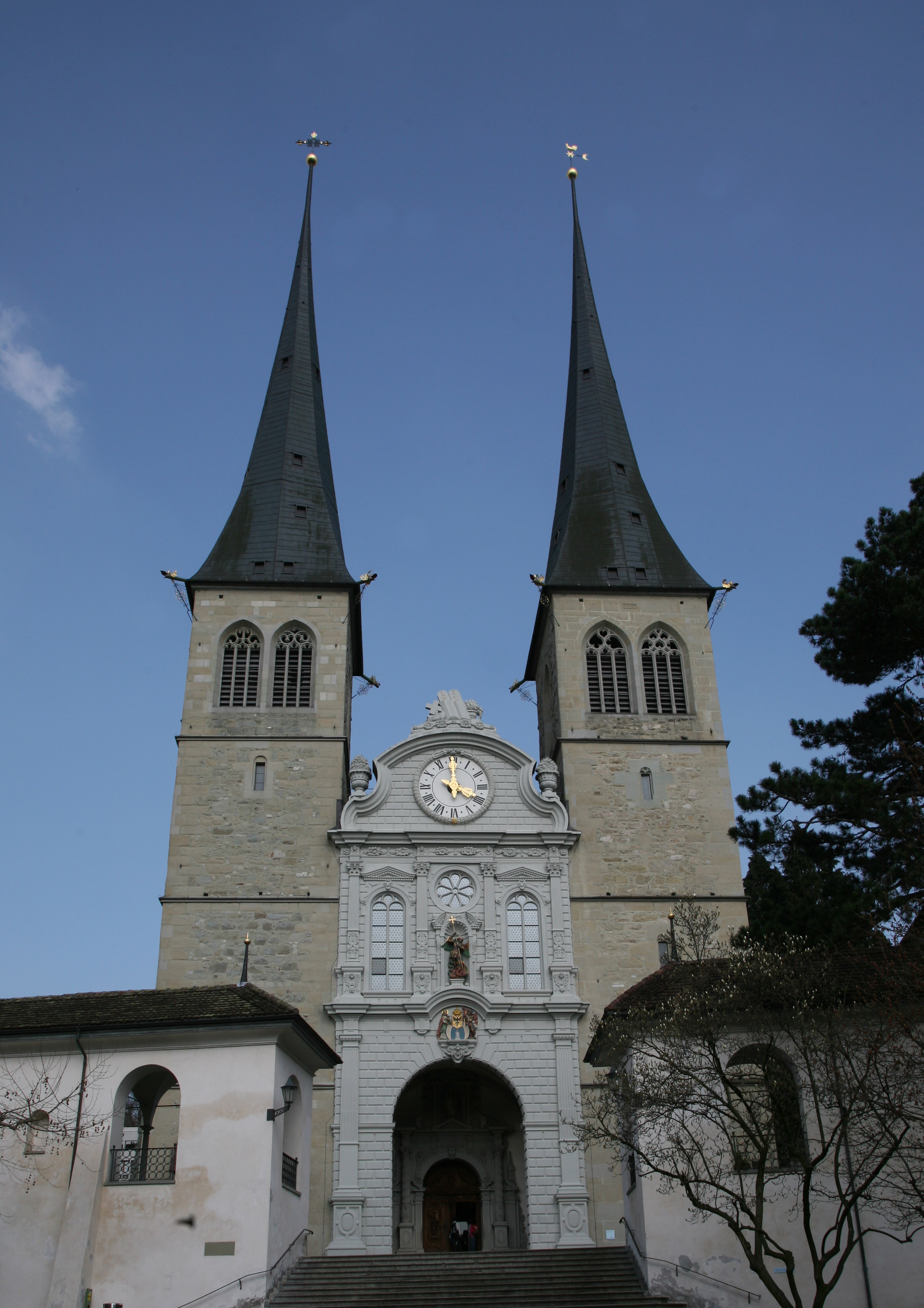
St. Leodegar im Hof

Öffnungs- und Gottesdienstzeiten der Hofkirche

Hofkirche St. Leodegar und Mauritius, 1906

Die Hofkirche St. Leodegar ist eines der Wahrzeichen der Stadt Luzern in der Schweiz. Die Hofkirche ist die Hauptkirche der römisch-katholischen Pfarrei St. Leodegar im Hof, einer der acht katholischen Stadtpfarreien Luzerns und sie ist zugleich die Stiftskirche des Kollegiatstift St. Leodegar. Die Hofkirche wurde von 1633 bis 1639 teilweise auf den Fundamenten der 1633 abgebrannten romanischen Basilika gebaut und ist einer der wenigen grossen Kirchenbauten, die während des Dreissigjährigen Kriegs nördlich der Alpen errichtet wurden, und eine der grössten und kunsthistorisch wertvollsten Kirchen der deutschen Spätrenaissance. Sie steht zusammen mit dem Kirchenschatz auf der Liste der Kulturgüter in Luzern in der Kategorie A (national bedeutend).

## Geschichte
An der Stelle der heutigen Hofkirche stifteten südalemannische Adlige 735/736 ein kleines Klösterchen, dessen Patron der heilige Mauritius war. Gut zwanzig Jahre später (760) schenkte König Pippin der Jüngere den Mönchen von Luzern fünf Freie und ihre Nachkommen als Dienstleistung und in dieser Zeit wird das Monasterium Luciaria erstmals urkundlich erwähnt. Im Jahre 800 ging das kleine Kloster unter, bis es durch Abt Wichard im Jahre 850 wieder unter die Regel des Heiligen Benedikt gestellt wurde. Um 1135 wurde aus dem selbständigen Kloster eine vom Kloster Murbach abhängige Propstei. So bestimmte Murbach im 12. Jahrhundert den heiligen Leodegar als Hauptpatron der Hofkirche. 1178 wurde von der Propstei im Hof eine Leutpriesterpfründe an der Peterskapelle gestiftet und damit war ein wichtiges Element für die Stadtwerdung von Luzern erfüllt. 1291 wurde das Kloster wegen eigener Schwierigkeiten von Murbach an die Habsburger verkauft. 1433 hatte die Stadt Luzern, nunmehr Mitglied der Eidgenossenschaft, wieder alle Rechte über das Kloster und 1455 wurde das Benediktinerkloster in ein weltgeistliches Chorherrenstift umgewandelt.
Eine Blütezeit erlebte das Stift in der Zeit der Gegenreformation als Luzern Vorort der katholischen Kantone und Residenz des päpstlichen Nuntius war, der die Hofkirche als seine Kathedrale benützte. 1874 wurde die Kirchgemeinde gegründet und in der Folge die Verhältnisse Chorherrenstift und Pfarrei neu geregelt.

## Baugeschichte
Über die Anfänge der Hofkirche kann nichts gesagt werden, weil keine archäologischen Erkenntnisse vorliegen. Urkundlich ist einzig belegt, dass in der zweiten Hälfte vom 9. Jahrhundert eine Kirche mit Vorhalle bestanden haben muss. In der zweiten Hälfte des 12. Jahrhunderts wurde eine romanische Anlage mit zwei Türmen errichtet. Im Laufe der Jahre und Jahrhunderte wurde die Kirche erweitert und verlängert.
Am Abend vom Ostersonntag, am 27. März 1633, bekam ein Dachdecker von einem Chorherrn den Auftrag, Dohlen, welche sich auf den Chortürmen eingenistet hatten, zu schiessen. Dabei entzündete er mit seinen Schüssen das dürre Holz der Kirche und setzte sie so in Brand. Die Kirche brannte bis auf die Grundmauern nieder und die Türme brannten aus. Der Kirchenschatz, das Relief vom Maria-End-Altar und die Pietà, welche heute im Seelaltar zu sehen ist, konnte gerettet werden. Für Luzern stellte dieser Brand ein grosses Unglück dar und Stift und Behörden beschlossen sofort, den Neuaufbau anzugehen. Ein Jesuit aus Ingolstadt, Jakob Kurrer (1585–1647), erhielt den Auftrag die Hofkirche neu aufzubauen.
Bereits an Ostern 1638 fand im Innern der Kirche der erste Gottesdienst statt. Eingeweiht wurde die neue Hofkirche allerdings erst nach dem Abschluss der künstlerischen Arbeiten im Innern der Kirche. Während der folgenden Jahrhunderte fanden immer wieder grössere und kleinere Innen- und Aussenrestaurationen statt. Zuletzt fand 2000/2001 eine Innenrenovation unter Architekt Damian Widmer statt. Dabei wurde die Kirche im Innern vor allem von Schmutz befreit und der gesamte Altarbezirk neu gestaltet mit einem von Kurt Sigrist geschaffenen Altar aus schwarzem Basalt auf einem roten Bezirk. Am Palmsonntag, 8. April 2001 wurde die Hofkirche durch Bischof Kurt Koch feierlich eingeweiht.

## Äusseres der Hofkirche
Türme: Die beiden mittelalterlichen Türme haben eine Höhe von 69 Metern und einen quadratischen Grundriss von 9 Metern Seitenlänge. Die Wasserspeier an den Turmkanten sind in der Form von Drachenköpfen geschaffen. Auf dem nördlichen Turm ist oberhalb der goldenen Kugel ein Lilienkreuz und auf dem Südturm ein Hahn über dem Windanzeiger zu sehen. In den beiden Türmen besitzt die Hofkirche acht Glocken, welche zwischen 700 Kilogramm und 5,25 Tonnen schwer sind. Weitere vier Glocken befinden sich im Chortürmchen der Kirche.
Westfassade: Das Mittelstück wurde nach dem Brand von 1633 ohne Einbezug der Türme neu gestaltet. Über dem Torbogen wird das Standeswappen umrahmt von den beiden Heiligen Leodegar und Mauritius. Der Anblick der Westfassade vereint drei Epochen der Baukunst: Gotik (Türme), Renaissance (Mittelteil) und Barock (Giebel). Das zweite Geschoss wird durch korinthische Pilaster dreigeteilt. Hinter diesem Teil verbirgt sich die Michaelskapelle, welche durch das einfallende Licht der beiden grossen Fenster und der wunderschönen Rosette erhellt wird.
Vorzeichen: Der Eingangsbereich ist mit einem Kreuzgewölbe überspannt und zeigt neben Leodegar (mit Bohrer) und Mauritius (als Krieger mit Fahne) vier weitere Heilige. Die beiden Türflügel weisen nochmals in geschnitzter Form auf die beiden Patrone der Hofkirche (Leodegar und Mauritius) hin.

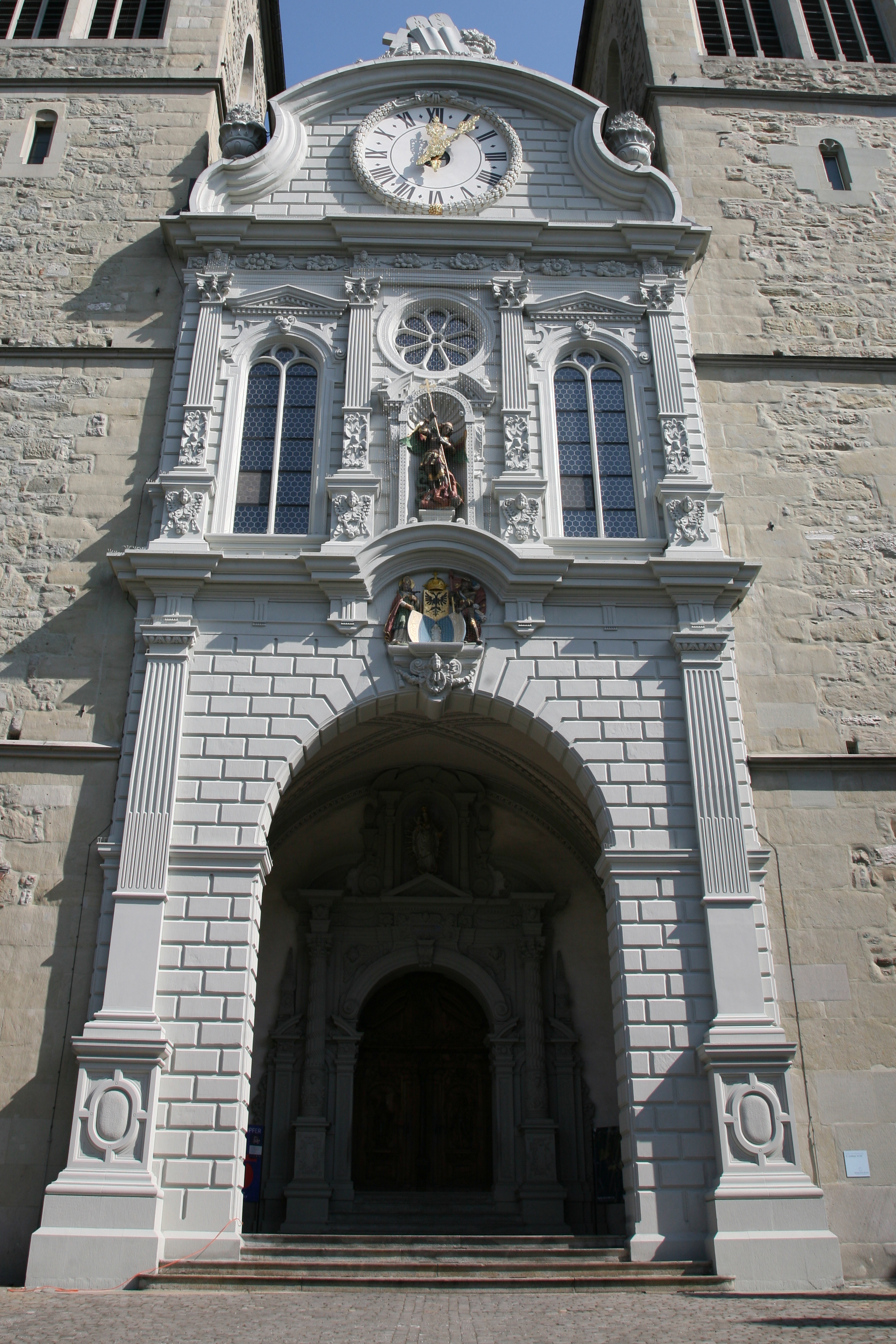
Fassade Hofkirche
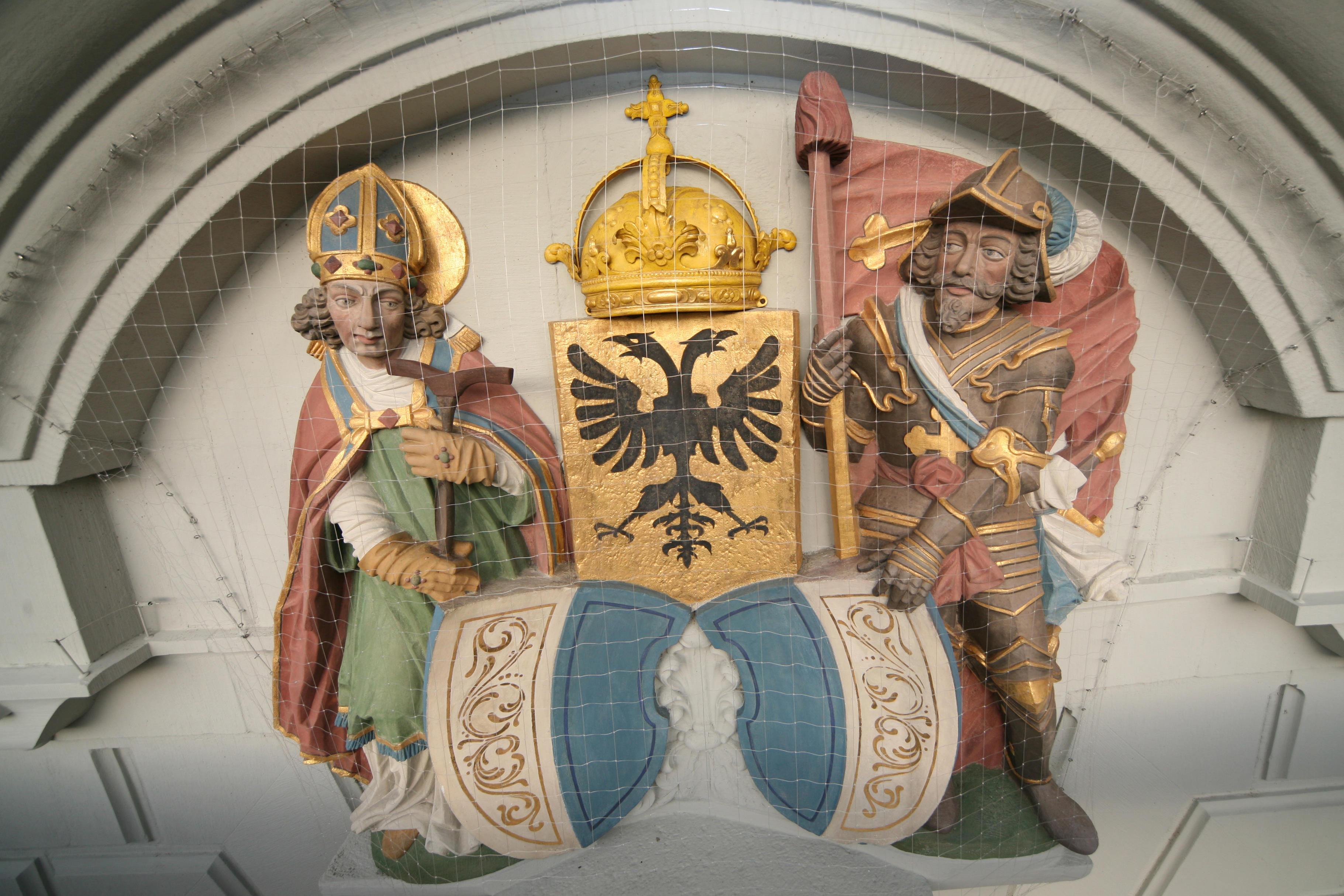
Detail aus Fassade: Leodegar und Mauritius mit Wappen
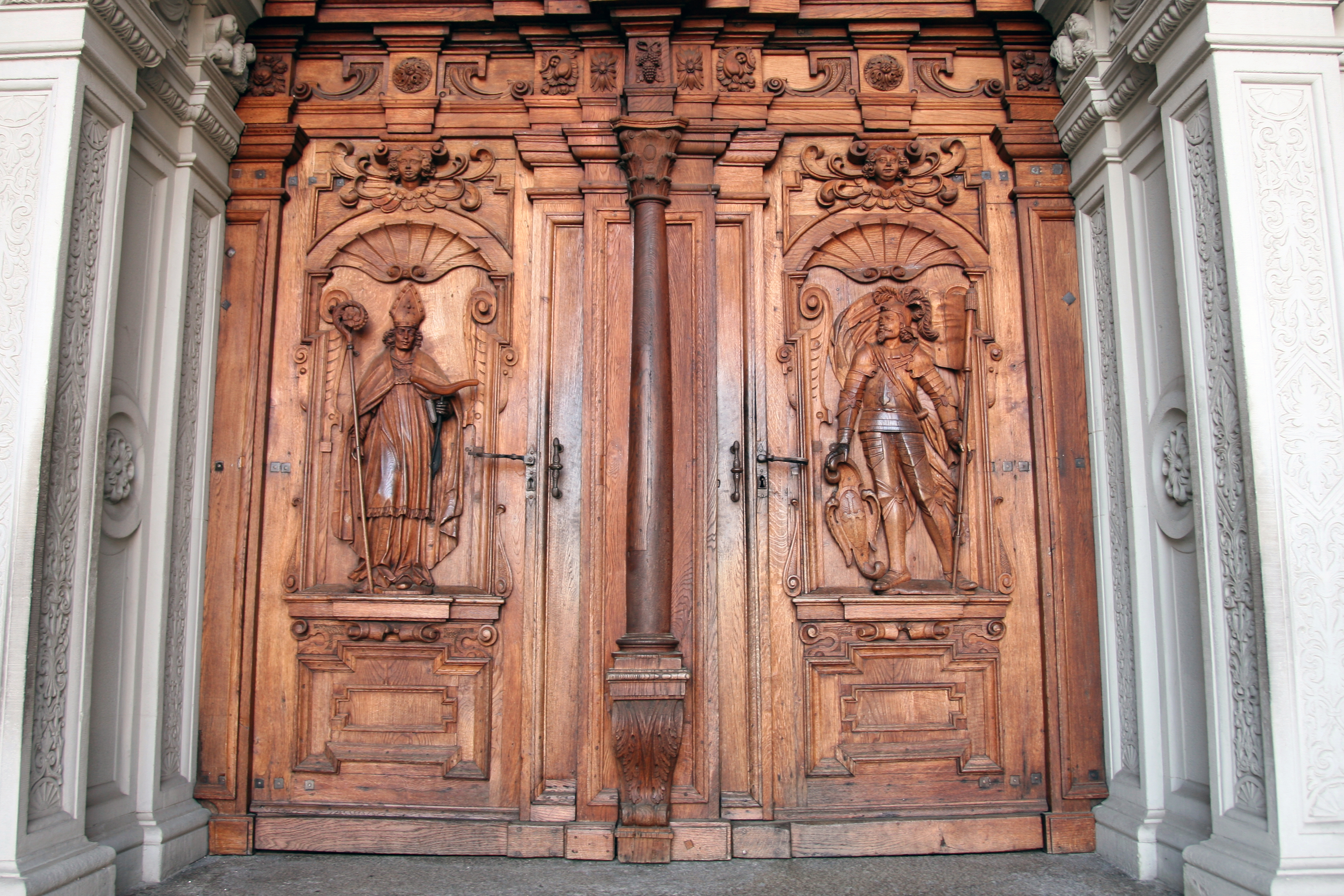
Eingangstüre mit Hl. Leodegar (links) und Hl. Mauritius (rechts)
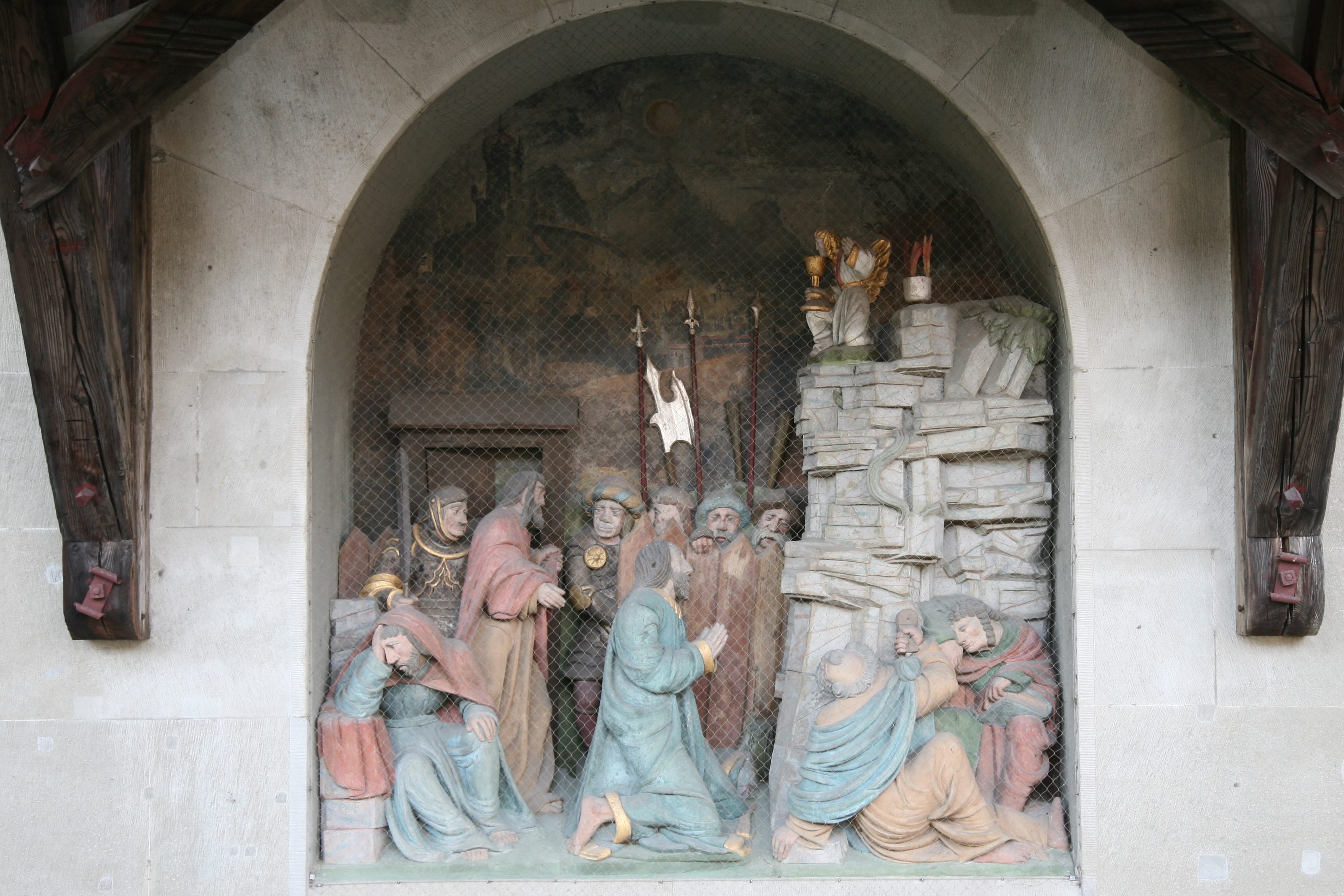
Ölbergbild am Nordturm

## Inneres

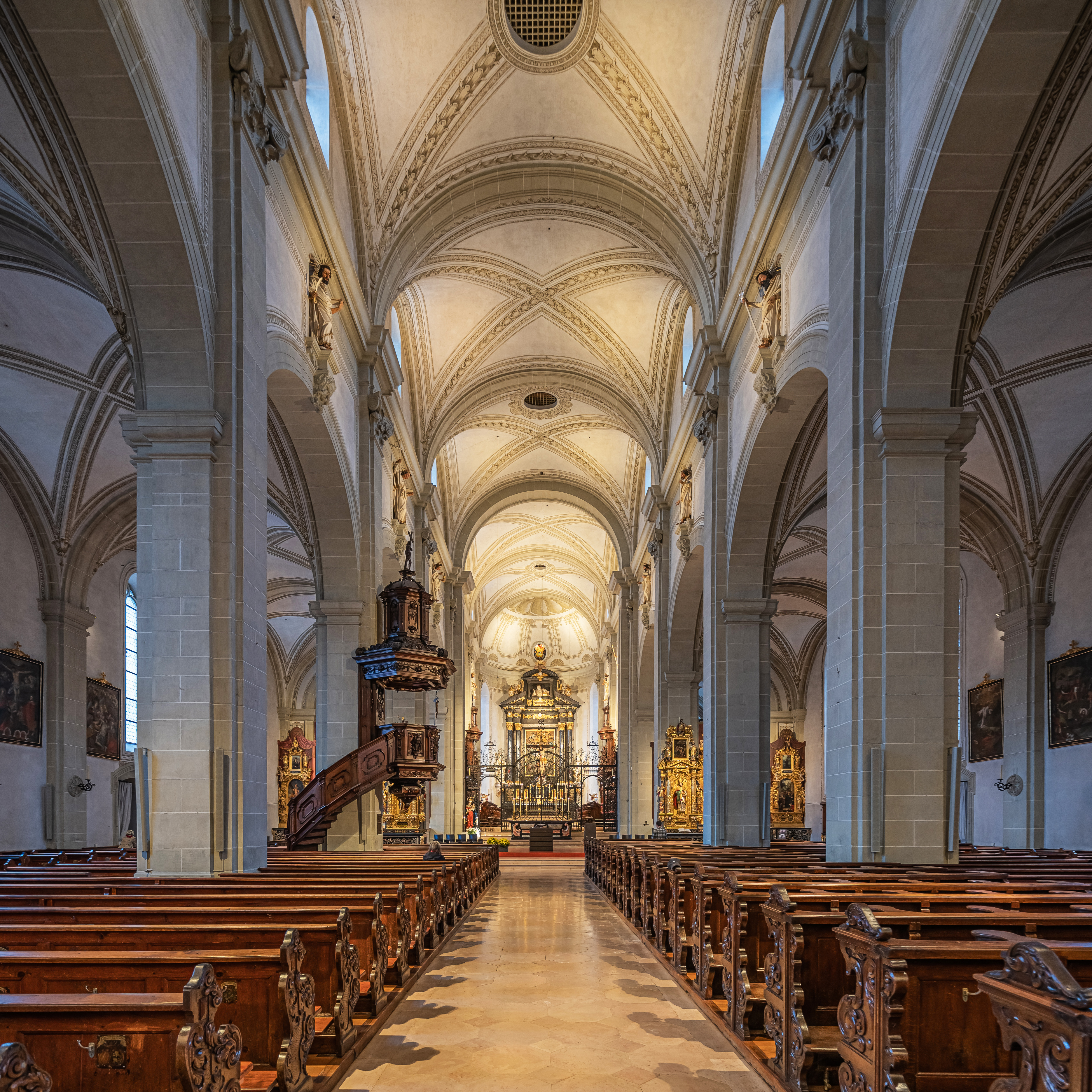
Innenansicht Hofkirche, Richtung Hochaltar

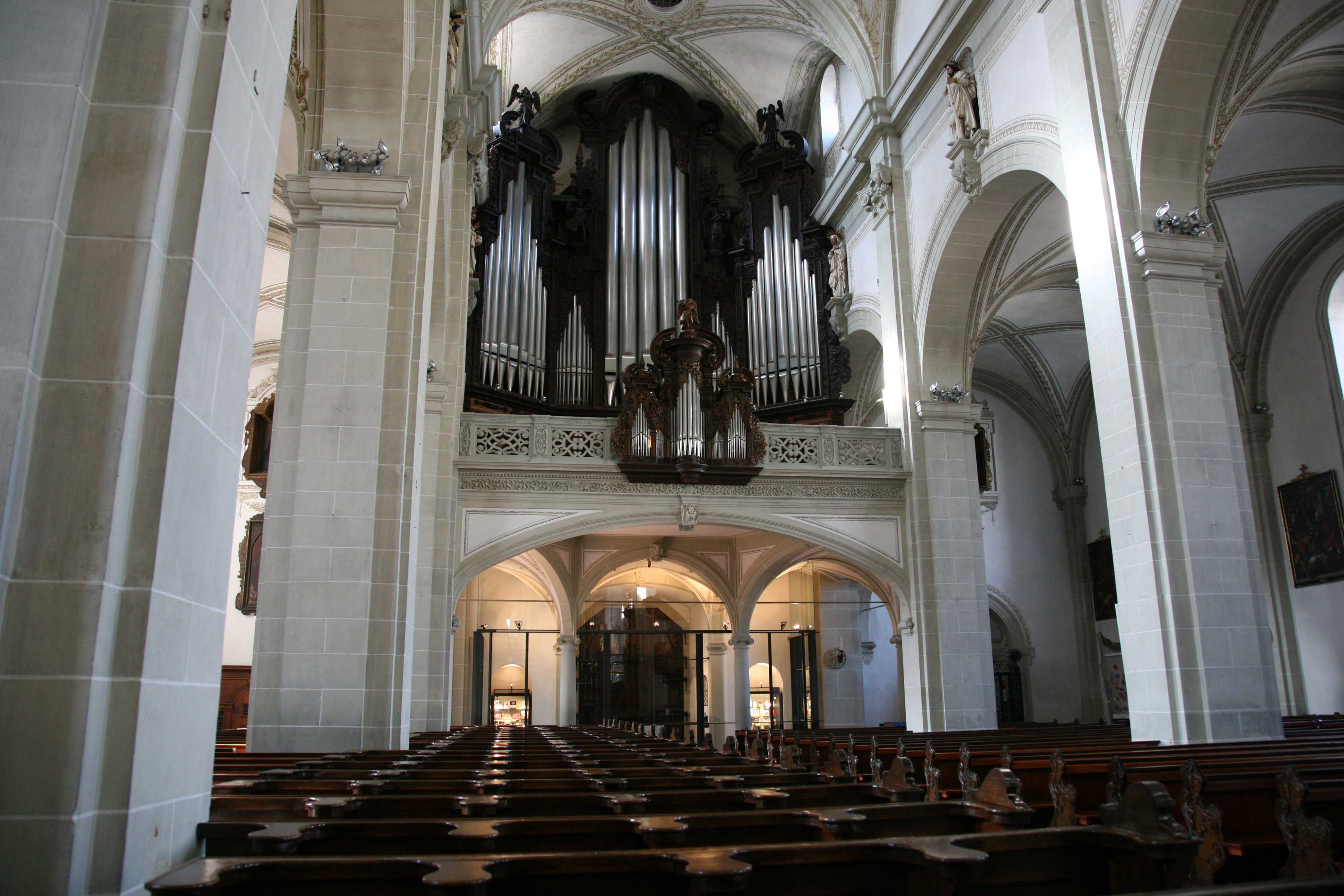
Innenansicht Hofkirche, Richtung Empore

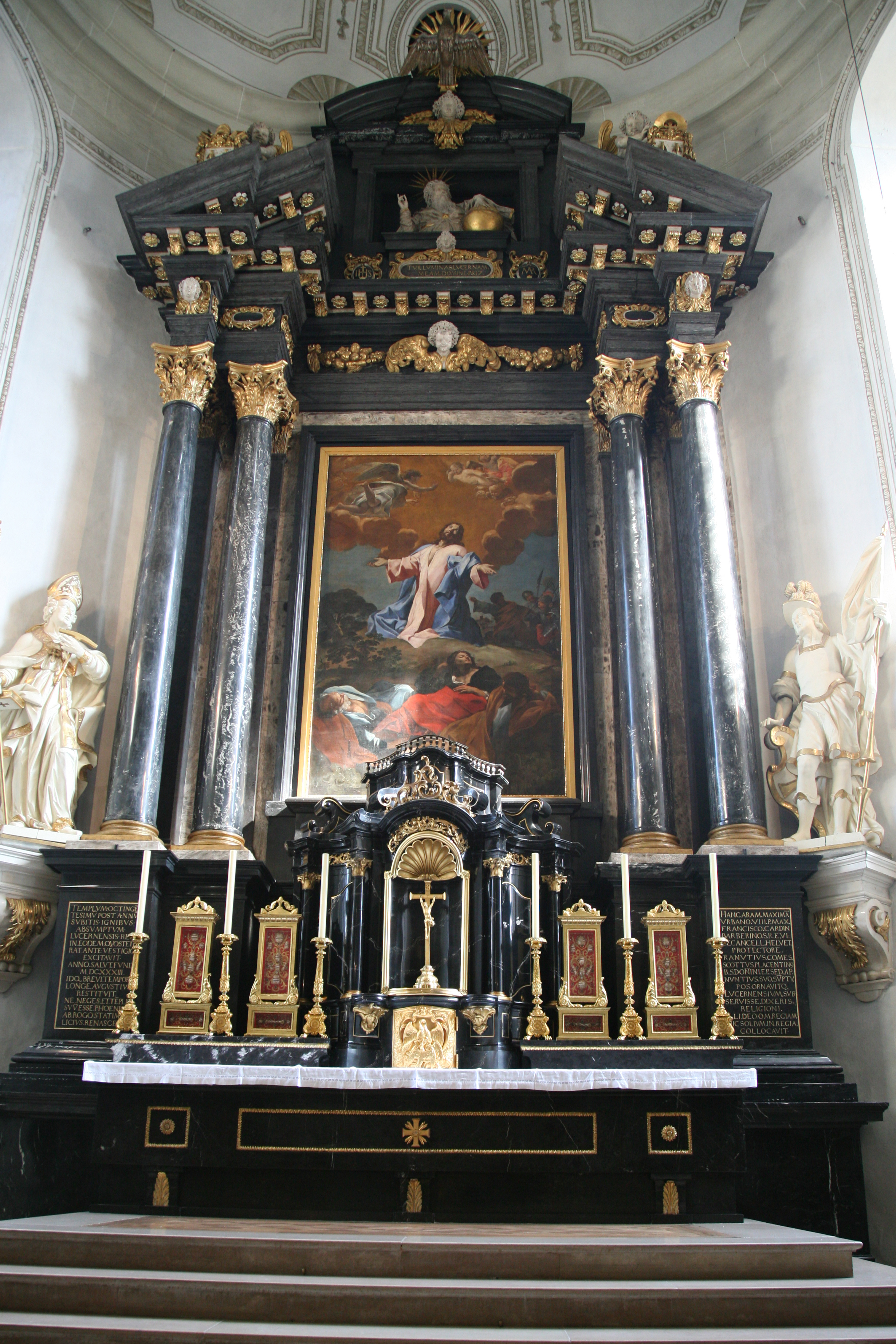
Hochaltar mit Altarbild von Lanfranco

Niklaus Geisler (1585–1665) war für den Innenausbau verantwortlich und prägte mit seinen Gehilfen durch seine Bildhauerkunst die Altäre, das Chorgestühl und damit den ganzen Innenraum der Hofkirche, welche in einer einheitlichen Form erscheint.
Kirchenraum: Der Innenraum der Kirche zeigt den typischen basilikalen Bau mit dem grossen Chorraum sowie dem mächtigen Hochaltar.
Hochaltar: In seiner Art erinnert der Hochaltar an die römische Bauweise des Hochbarock. Dieser Hochaltar ist ein Geschenk des damaligen Nuntius Ranuccio Scotti, welcher ein Werk nach römischem Abbild in dieser Kirche haben wollte. Dieser Altar wurde aus schwarzem Nidwaldner Marmor geschaffen. Das Altarbild, geschaffen von Giovanni Lanfranco (1582–1647), zeigt Jesus im Ölberg und einen Engel, der ihm den Kelch entgegenhält.
Chorgitter: Diese Chorschranke wurde vom Konstanzer Kunstschlosser Johann Reiffel von 1641 bis 1643 geschaffen. Sie ist ein frühes Beispiel für eine illusionistisch-perspektivische Gestaltung solcher Schmiedearbeiten.
Maria-End-Altar: Dieser Altar befindet sich im nördlichen Seitenschiff und konnte beim Brand von 1633 gerettet werden. Dieser Seitenaltar zeigt, wie die sterbende Maria im Bette sitzend von den Aposteln umgeben wird. Diese feiern die Sterbeliturgie, wie es damals, als dieser Altar im 16. Jahrhundert geschaffen wurde, üblich war. Die Apostel sind mit Weihwasserkessel, Kerzen und Kreuz abgebildet.
Seelaltar: Dieser Seitenaltar zeigt die Kreuzabnahme Jesu. Das Altarrelief entstand um 1640 und Niklaus Geisler hatte die Aufgabe, die Pietà, welche beim Brand von 1633 gerettet wurde, in dieses Bild zu integrieren. Der Seelaltar zeigt Maria, die Mutter Jesu wie sie von Johannes (rechts), eine klagende Maria (links), Joseph von Arimathäa und Nikodemus (beide mit Turban) und Maria Magdalena mit dem Salböl.
Chorgestühl: Ein Werk der Holzschnitzkunst ist das Chorgestühl der Hofkirche. Niklaus Geisler und seine Gehilfen haben daran von 1639 bis 1641 gearbeitet. Oberhalb von den Chorstühlen wird die Szene der Verkündigung dargestellt mit dem Erzengel Gabriel (auf der Südseite) und Maria (auf der Nordseite). Heute beten in den Chorstühlen die Chorherren des Kollegiat-Stifts St. Leodegar täglich die Laudes und Vesper.
Bestuhlung: Die alte Bestuhlung stammt aus den Jahren 1637–1640 und ist eine der ältesten planmässig angelegten Kirchenbestuhlungen der Schweiz. Die Ornamente in diesen Bänken nehmen die Formen der Kanzel auf. Auf der südlichen Seite (der sogenannten Männerseite) sind die ehemaligen Ratsherrenplätze aus dem Ancien Régime zu sehen, mit welchen geräumige Einzelplätze geschaffen wurden.
Neuer Altarbezirk: 2001 wurde der neue Altarbezirk entworfen mit dem roten Podest (roter Anhydrit) und der würfelförmige Zelebrationsaltar aus schwarzem Basalt. Den dazu ausgeschriebenen Künstlerwettbewerb hatte Kurt Sigrist aus Sarnen gewonnen.

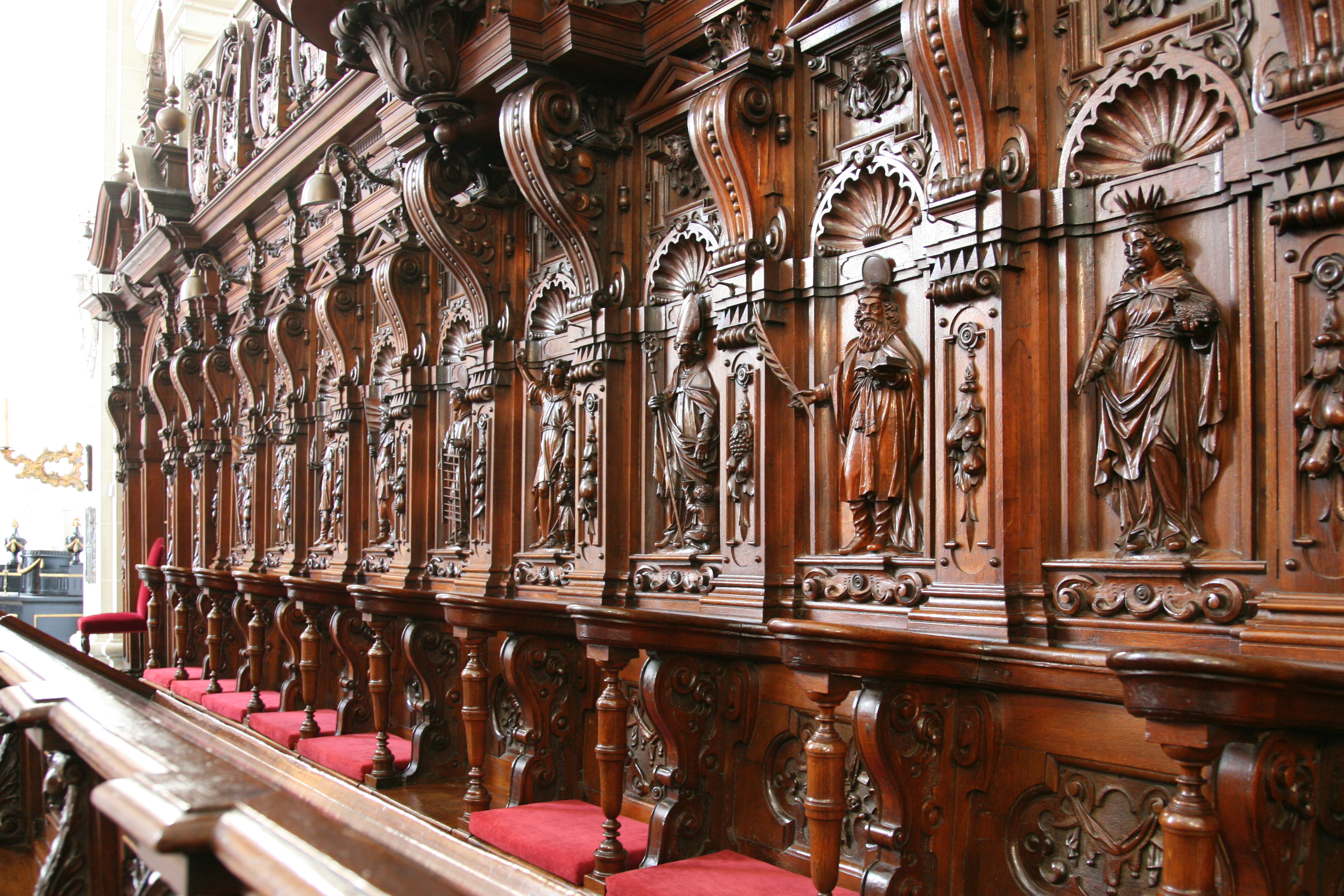
Chorgestühl
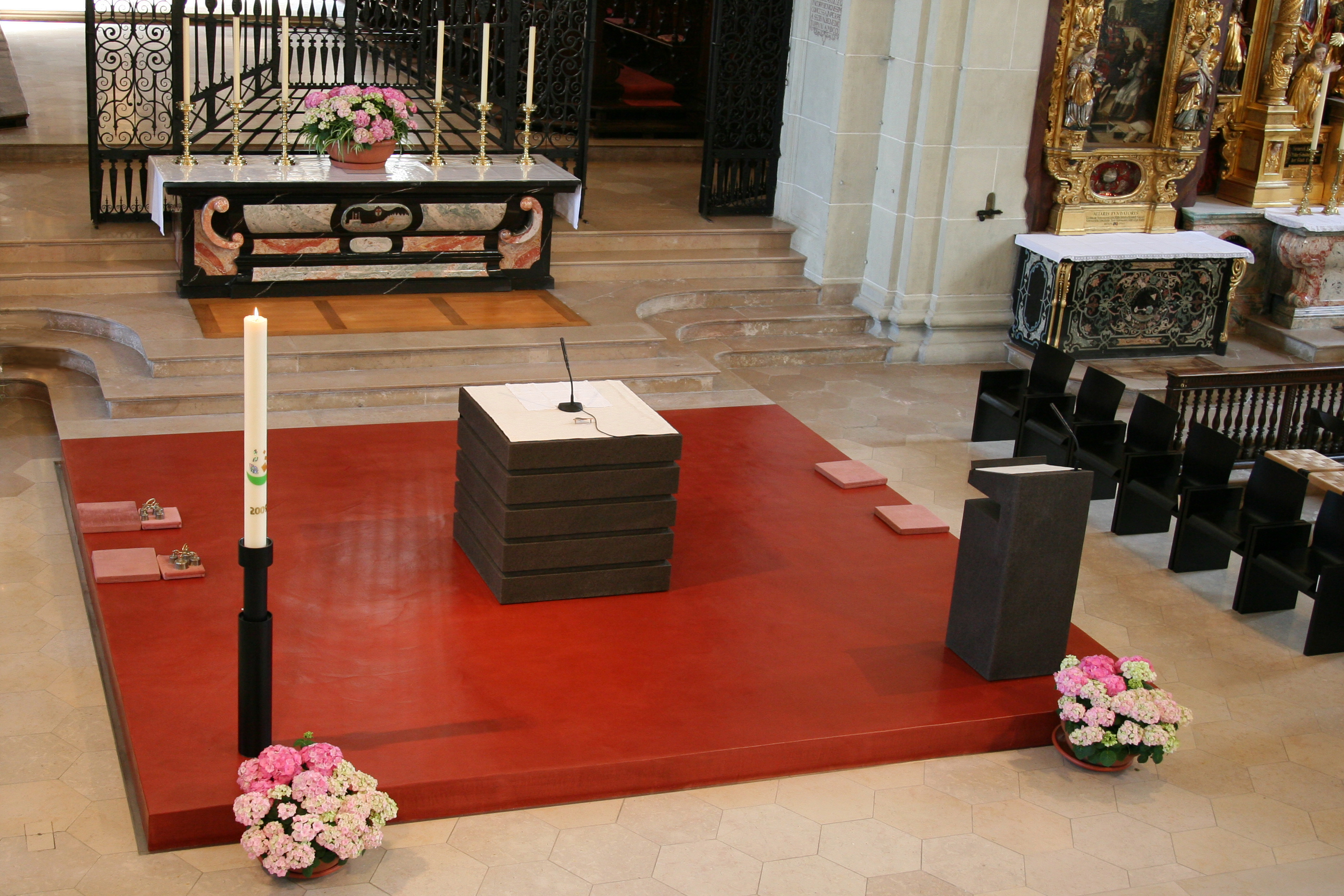
Neuer Altarbezirk
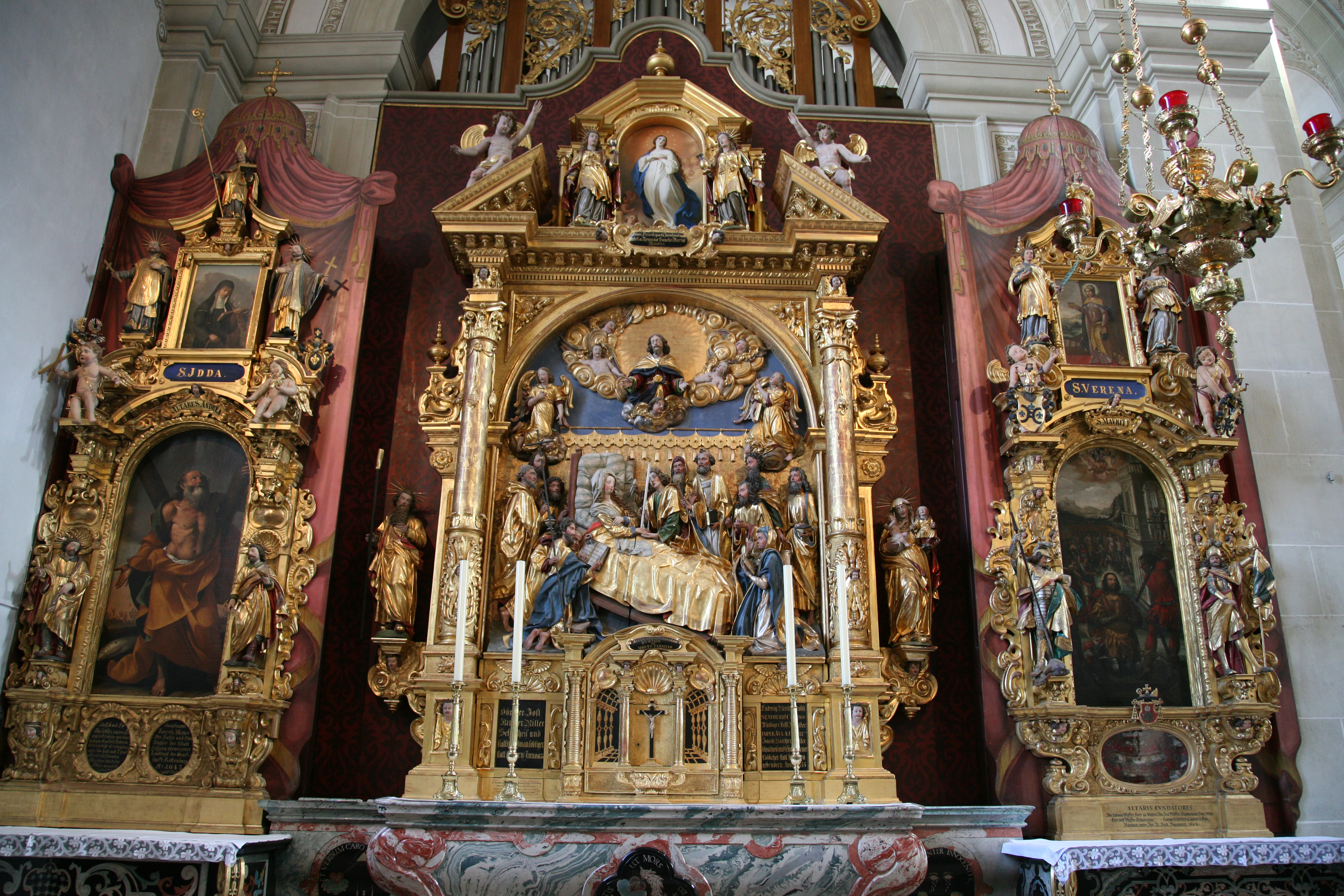
Maria-End-Altar (linker Seitenaltar)
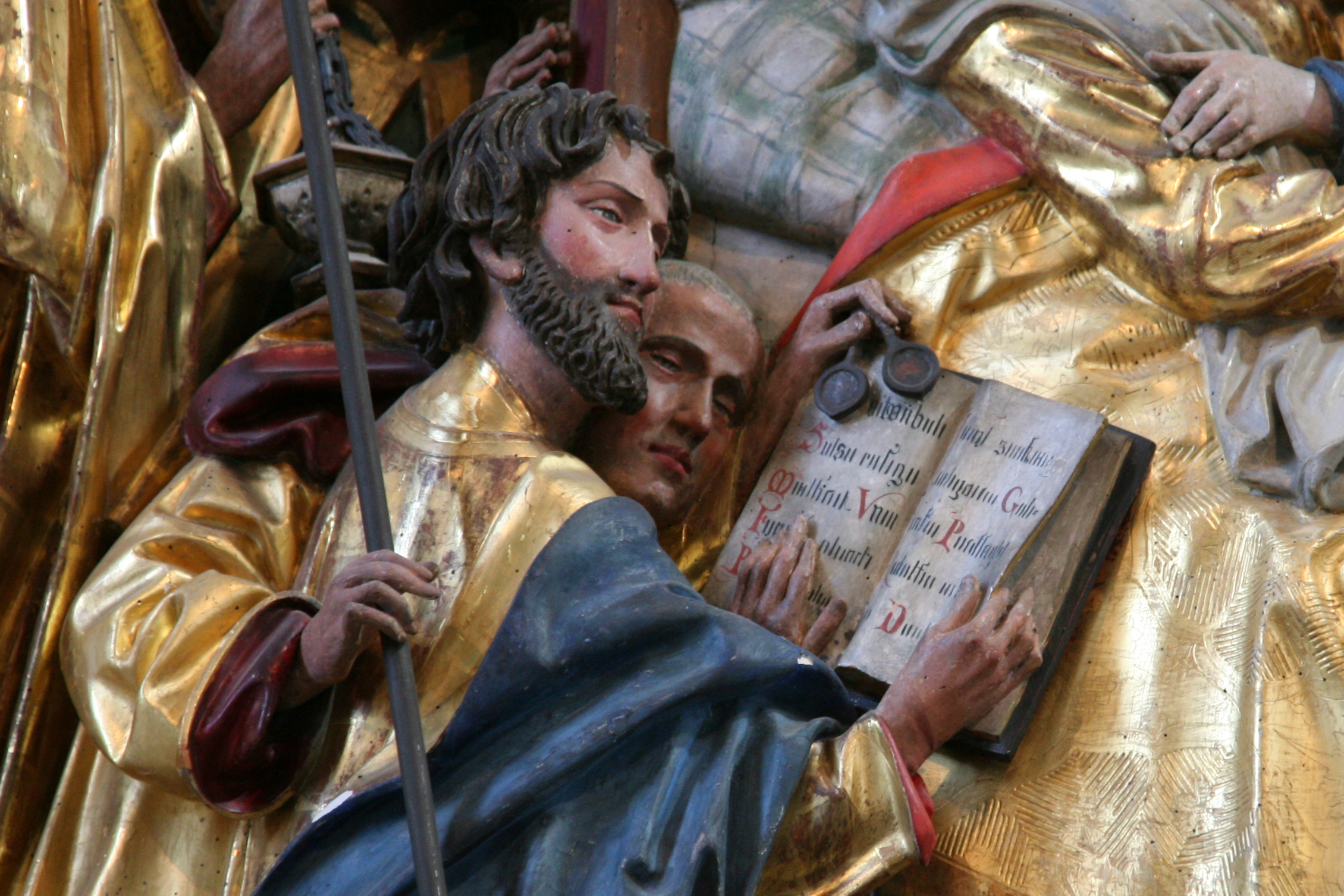
Detail aus Maria-End-Altar: Frühe Darstellung einer Lesehilfe
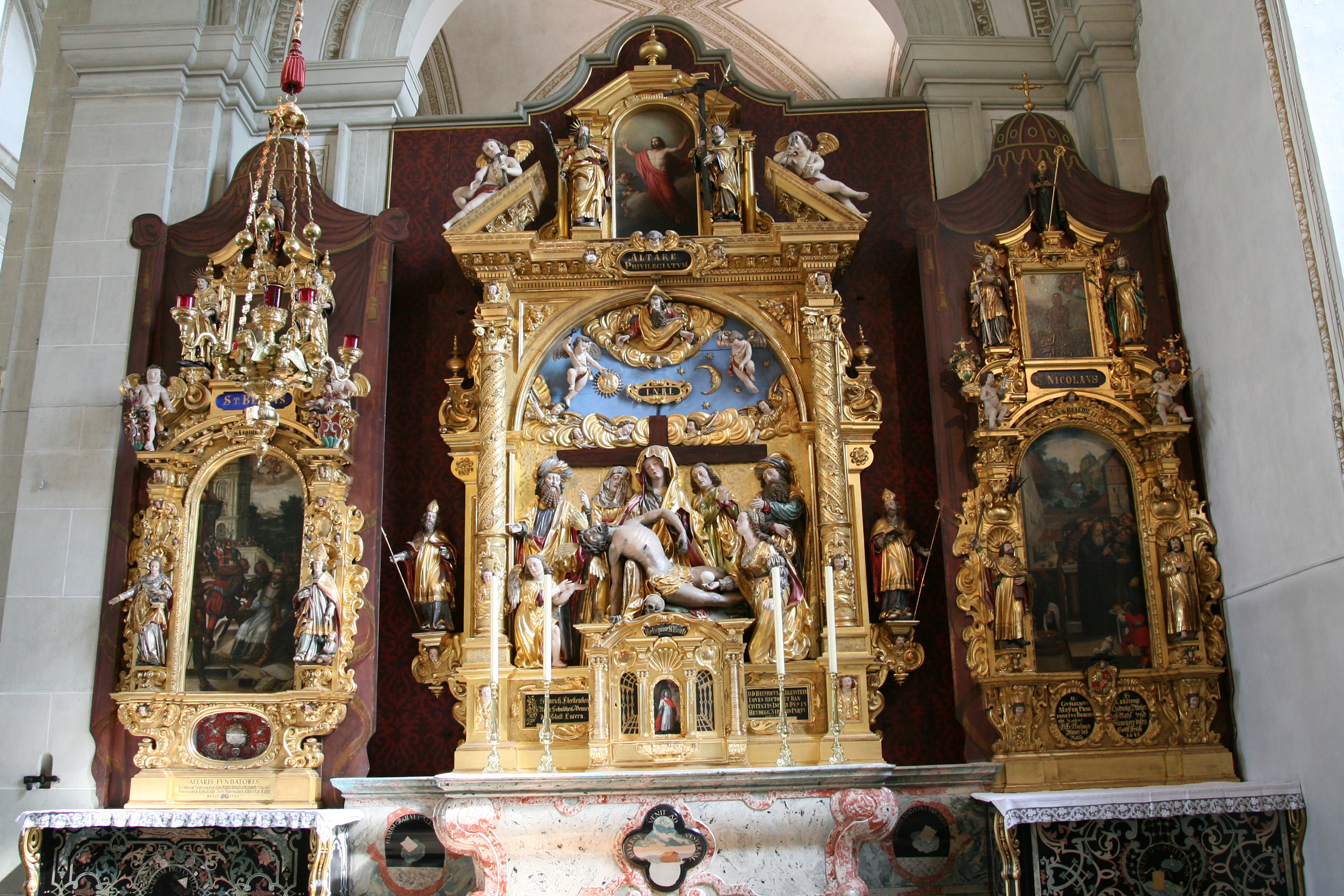
Seelaltar (rechter Seitenaltar)

## Schatzkammer und Luzerner Stiftsschatz

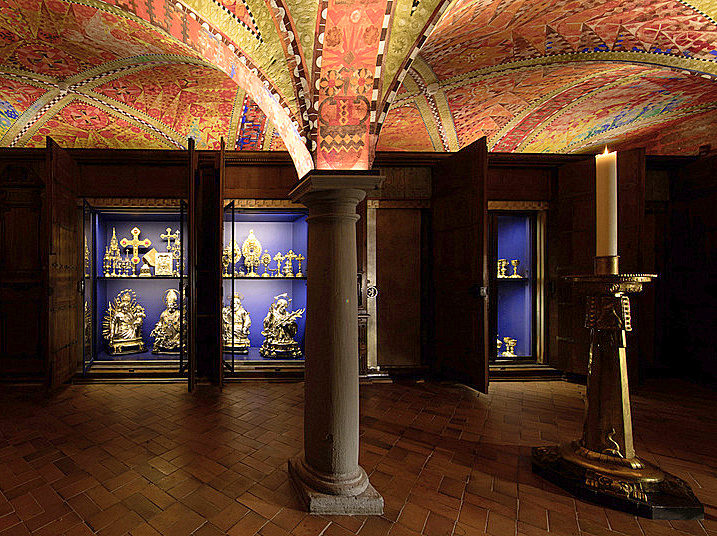
Schatzkammer Luzerner Stiftsschatz

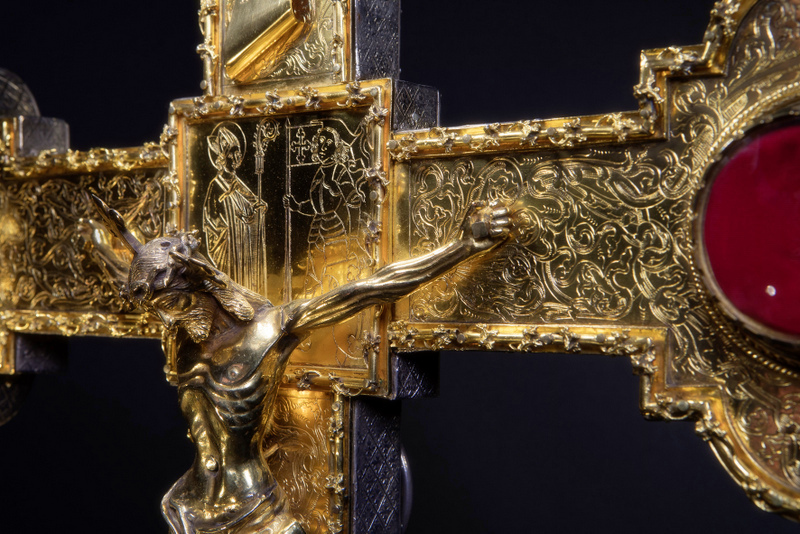
Vortragekreuz 12.–15. Jhrd., sog. Eschenbachkreuz

Parallel zur Sakristei vorne auf der Südseite der Kirche, befindet sich nordseitig ein gleichermassen eingewölbter Raum mit zwei Toskanischen Säulen in der Mitte. Dieser wurde 1930 bis 1933 zu einer eigentlichen Schatzkammer mit massiver Tresoranlage für den Luzerner Stiftsschatz umgestaltet. Schweizweit einzigartig hat der Luzerner Maler Alfred Schmidiger (1892–1977) diese vollständig im Art-déco-Stil ausgemalt.
Der Luzerner Stiftsschatz gehört zu den ältesten und bedeutendsten sakralen Schätzen der Schweiz. Seine Anfänge gehen zurück ins Mittelalter, das prächtige, grosse Vortragekreuz und ein silberner Messbucheinband – beides Stiftungen des Propsts Ulrich von Eschenbach – datieren aus dem 12./15. Jahrhundert. Ein meisterliches Zeugnis mittelalterlicher Goldschmiedekunst ist ebenfalls ein Kelch aus der Burgunderbeute der Eidgenossen, erobert in der Schlacht bei Murten 1476. Der Grossteil der Schatzobjekte stammt allerdings aus dem 17. und 18. Jahrhundert, das heisst aus der Zeit nach dem Neubau der Stiftskirche St. Leodegar im Hof, bedingt durch den Brand von 1633. Neben zahlreichen barocken Kelchen, aufwändig gearbeiteten Reliquiaren und seidenbestickten Liturgischen Gewändern sind hier unter anderem fünf, fast lebensgrosse, silberne Reliquienbüsten zu nennen (Muttergottes, Johann Georg Krauer d. Ä., Luzern 1658; hl. Josef, Franz Ludwig Hartnamm, Luzern 1685; hl. Franz Xaver, Joseph Gassmann, Luzern 1747; hl. Leodegar und hl. Nepomuk, beide Joseph Ignaz Saller, Augsburg 1754/55). Ikonografisch bemerkenswert ist eine kniende Silberfigur des hl. Niklaus von Flüe des Zuger Goldschmieds Fidel Brandenberg von 1772, die 1798 vor dem Einschmelzen (für Reparationen an Frankreich) gerettet werden konnte. Von grösster Seltenheit ist ein Hinterglasgemälde von Anna Maria Barbara Abesch von 1741 mit dem Motiv «Gottes Ratschluss zur Menschwerdung», wobei die Trinität als drei Personen und der Heilige Geist als Frau dargestellt ist.
Der Luzerner Stiftsschatz ist Mitglied des Verbands der Museen der Schweiz. Er kann nur geführt besichtigt werden.

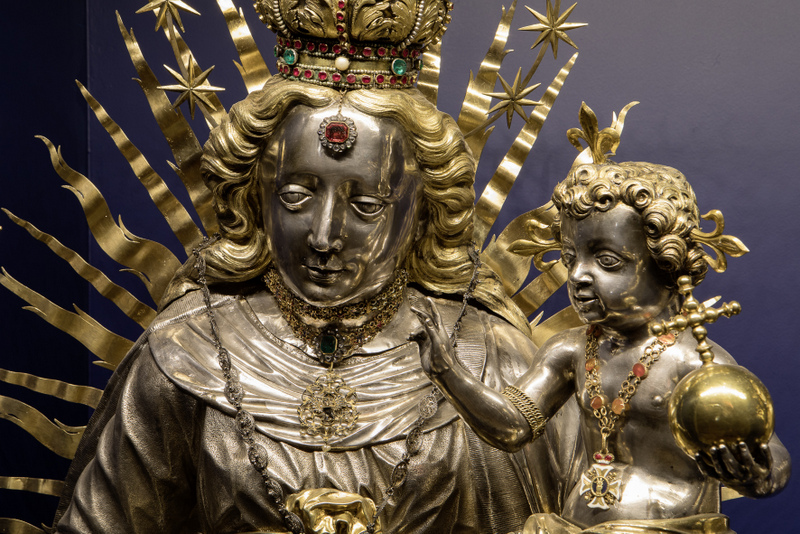
Muttergottes, Silberbüste, Luzern 1658
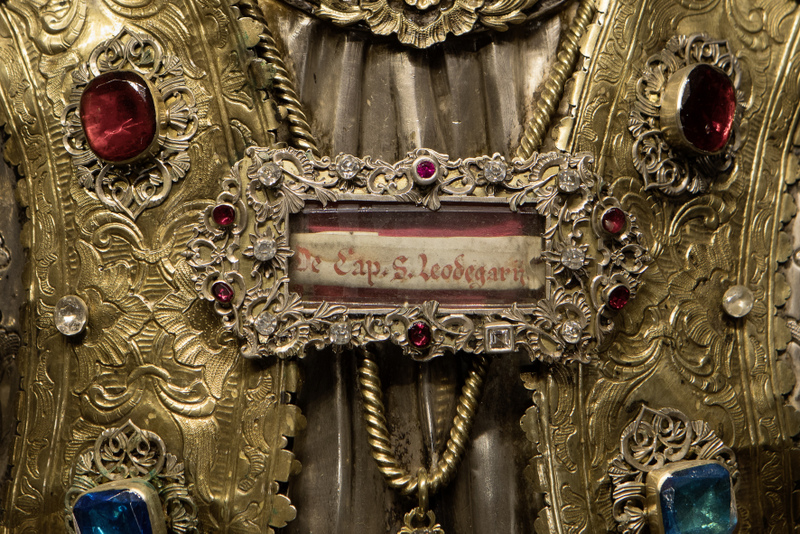
Hl. Leodegar, Silberbüste, Augsburg 1754/55
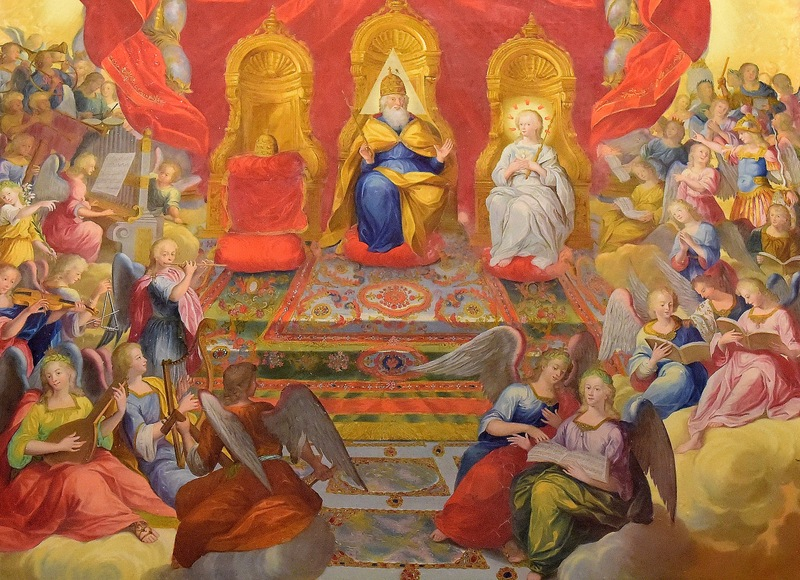
A.M.B. Abesch, Gottes Ratschluss, Hinterglasgemälde 1741

## Orgeln
In der Hofkirche gibt es drei grössere Orgeln.

### Grosse Hoforgel

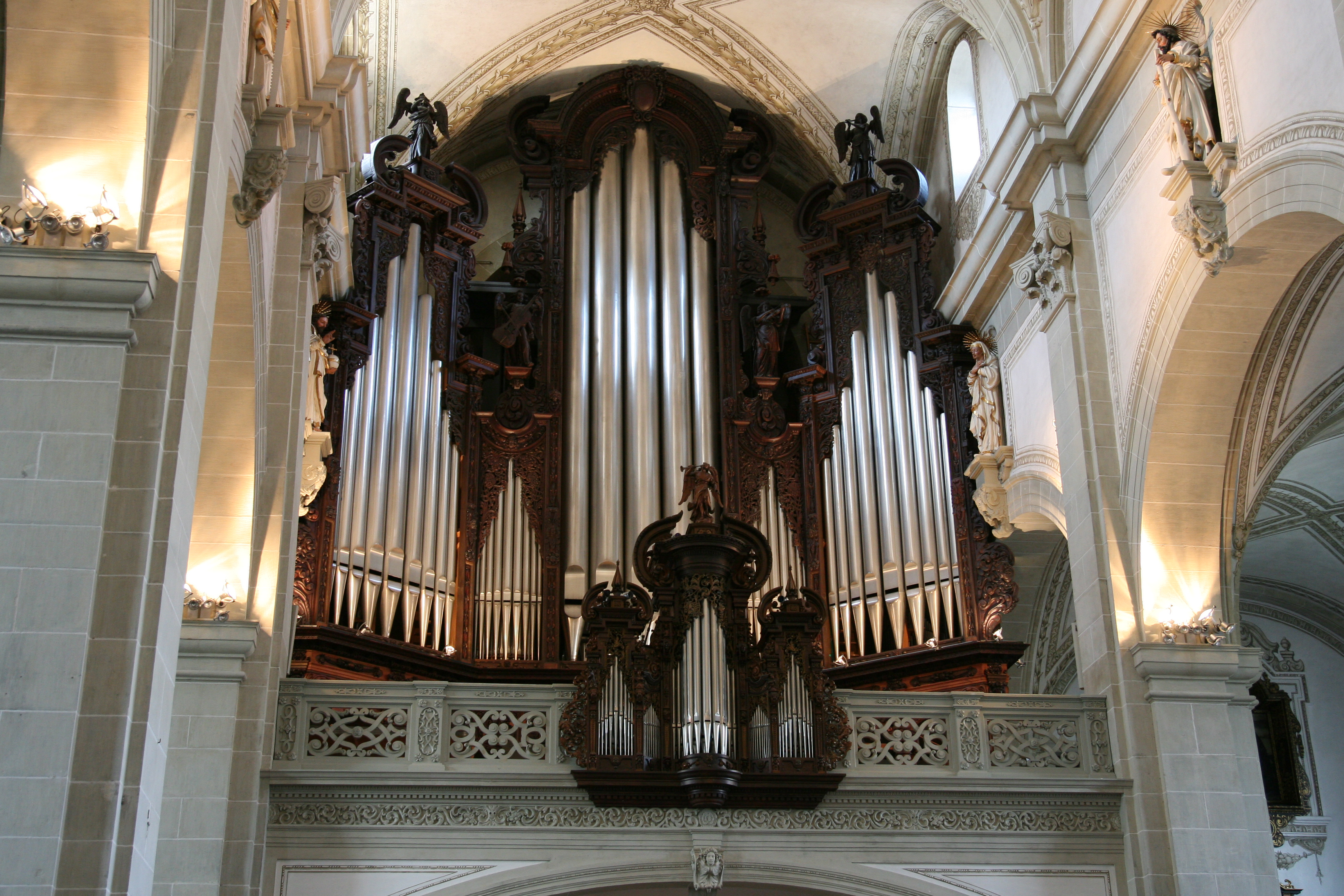
Prospekt mit Rückpositiv der Grossen Hoforgel

Über dem Westeingang auf der Empore befindet sich die sog. Grosse Hoforgel. Sie geht zurück auf ein Instrument, das in den Jahren 1640 bis 1648 von dem Orgelbauer Johann Geißler aus Salzburg erbaut wurde. Das Gehäuse wurde 1648 von Niklaus Geisler geschaffen und ist original erhalten. Diese Orgel hatte 48 Register (2.826 Pfeifen) auf zwei Manualwerken und Pedal. Im Zuge einer Emporenvergrösserung im Jahre 1820 wurde das Rückpositiv entfernt. In den Jahren 1858 bis 1862 wurde die Orgel durch den Orgelbauer Friedrich Haas auf 70 Register auf vier Manualen und Pedal erweitert. Das Instrument wurde zudem mit einem Fernwerk ausgestattet, welches auf dem Dachboden der Kirche untergebracht wurde. 1899 wurde die Orgel durch Friedrich Goll umgebaut und auf 75 Register erweitert.

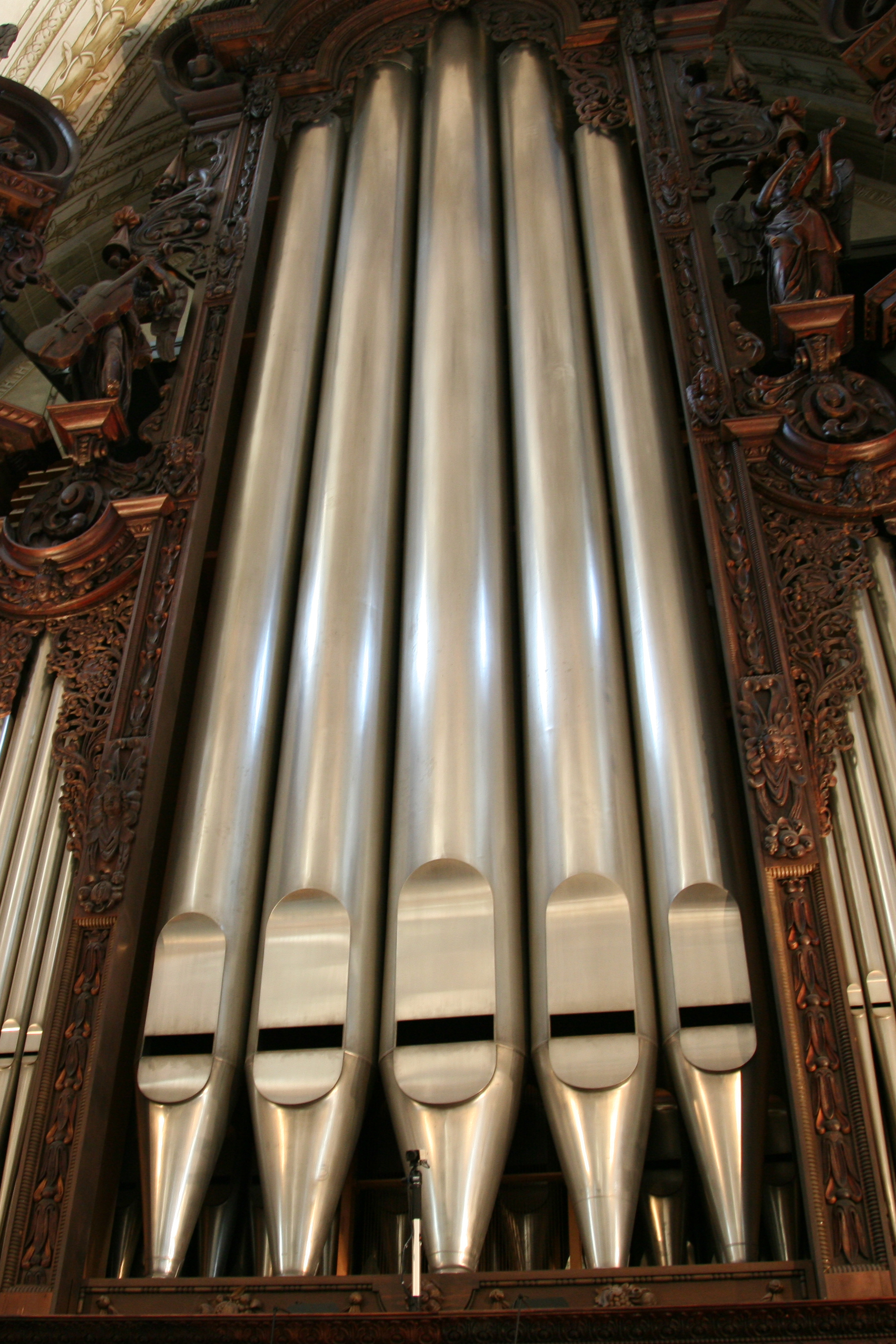
Grösste Pfeife: 10,7 m lang, 383 kg schwer

In den Jahren 1972 bis 1977 wurde die Orgel durch die Orgelbaufirma Kuhn umgebaut, restauriert und erweitert. Das Rückpositiv wurde rekonstruiert. Im historischen Prospekt der Orgel steht eine Pfeife aus dem Jahr 1648, welche die längste und schwerste Orgelpfeife der Welt aus dieser Zeit ist: Sie misst 10,7 m und wiegt 383 kg. Einige Register wurden entfernt, und werden nun (2015) als Echowerk auf der nördlichen Empore wieder in das Orgelensemble eingebunden (s. u.). 2001 wurden im Schallkanal des Fernwerkes, der sog. Tonhalle, drei durchschlagende Zungenregister wiedereingebaut, die Haas im Jahre 1862 erbaut hatte. Es handelt sich dabei um romantische Klangfarben, die den Klängen eines Harmoniums oder eines Akkordeons ähnlich sind.

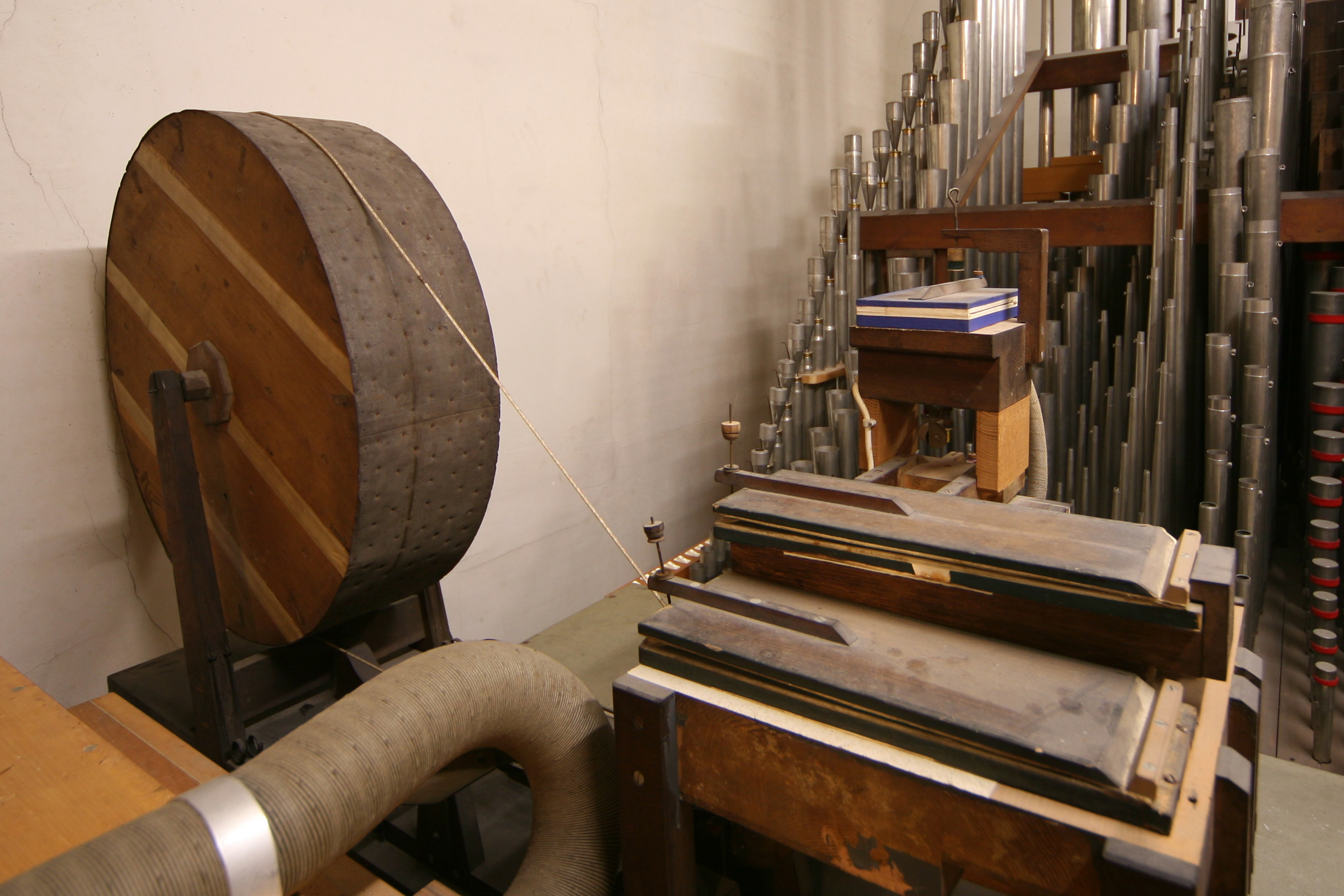
Regenmaschine im Fernwerk

Das Fernwerk hat ein besonderes, weltweit einzigartiges Effektregister, eine sog. Regenmaschine. Es handelt sich dabei um eine Holztrommel, die mit Orgelwind angetrieben im Kreis gedreht wird. Die Trommel ist mit Blech ausgeschlagen. In der Trommel befinden sich Metallkugeln, die über sog. Schikanen an die Blechwand der Trommel schlagen. Die Regenmaschine ermöglicht es, zusammen mit den tiefen Pedalregistern «Klanglawinen» bis hin zu «Orgelgewittern» zu erzeugen.
Das Schleifladen-Instrument hat heute 84 Register (5.949 Pfeifen) auf fünf Manualwerken und Pedal; die Register des Fernwerkes (und des Echowerkes, s. u.) stehen auf elektro-pneumatischen Kegelladen. Ohne das Fernwerk wiegt die Hauptorgel etwa 30 Tonnen. Ein Grossteil der Register sind historischer Bestand aus den Jahren 1648 (19 Register) und 1862 (36 Register). Die Spieltrakturen der Hauptorgel sind mechanisch, die Registertrakturen der Hauptorgel elektrisch. Die Spiel- und Register-Trakturen des Fernwerkes und die Koppeln sind elektrisch.
Die Registerschalter sind am historischen Spieltisch wie folgt untergebracht: Links der Manuale befindet sich die Registratur von Pedal, Hauptwerk (I), drei Zungenregister des Fernwerkes (V) sowie die Manual- und Pedalkoppeln. Rechts der Manuale befindet sich die Registratur von Rückpositiv (I), Oberwerk (III), Récit (IV) und übrigem Fernwerk (V). Über dem V. Manual (Fernwerk) befinden sich die Registerwippen des Echowerkes und die Koppeln an die Hauptorgel.
| I Rückpositiv C–a3 |                 |        |     |
| 1.                 | Rohrgedackt     | 08′    |     |
| 2.                 | Quintatön       | 08′    | (H) |
| 3.                 | Principal       | 04′    | (G) |
| 4.                 | Kleingedackt    | 04′    | (H) |
| 5.                 | Sesquialtera II | 02 ⁄3′ |     |
| 6.                 | Octave          | 02′    | (H) |
| 7.                 | Nachthorn       | 02′    |     |
| 8.                 | Quinte          | 01 ⁄3′ |     |
| 9.                 | Octave          | 01′    | (G) |
| 10.                | Scharf VI       | 01′    | (G) |
| 11.                | Rankett         | 16′    |     |
| 12.                | Krummhorn       | 08′    |     |
|                    | Tremulant       |        |     |
|                    | Zimbelstern     |        |     |

| II Hauptwerk C–a3 |                 |         |     |
| 13.               | Principal       | 16′     | (G) |
| 14.               | Gambe           | 16′     | (H) |
| 15.               | Octave          | 08′     | (H) |
| 16.               | Hohlflöte       | 08′     |     |
| 17.               | Gemshorn        | 08′     | (H) |
| 18.               | Quinte          | 05 1⁄3′ | (G) |
| 19.               | Octave          | 04′     | (H) |
| 20.               | Koppelflöte     | 04′     |     |
| 21.               | Viola di Gamba  | 04′     | (H) |
| 22.               | Terz            | 03 1⁄5′ | (G) |
| 23.               | Octave          | 02′     |     |
| 24.               | Mixtur major VI | 02 ⁄3′  | (G) |
| 25.               | Mixtur minor IV | 01 ⁄3′  | (G) |
| 26.               | Cornet III–V    | 08′     | (H) |
| 27.               | Bombarde        | 16′     |     |
| 28.               | Trompete        | 08′     | (H) |

| III Oberwerk C–a3 |            |         |     |
| 29.               | Pommer     | 16′     |     |
| 30.               | Principal  | 08′     | (H) |
| 31.               | Gedackt    | 08′     | (H) |
| 32.               | Octave     | 04′     | (*) |
| 33.               | Gemshorn   | 04′     | (H) |
| 34.               | Quinte     | 02 ⁄3′  | (G) |
| 35.               | Octave     | 02′     | (G) |
| 36.               | Terz       | 01 3⁄5′ |     |
| 37.               | Mixtur V   | 01 ⁄3′  |     |
| 38.               | Cymbel III | 01⁄2′   |     |
| 39.               | Zinke      | 08′     |     |
| 40.               | Schalmei   | 04′     |     |
|                   | Tremulant  |         |     |

| IV Récit C–a3 |                      |        |     |
| 41.           | Bourdon              | 16′    | (H) |
| 42.           | Principal            | 08′    | (H) |
| 43.           | Bourdon              | 08′    | (H) |
| 44.           | Salicional           | 08′    | (H) |
| 45.           | Voix céleste         | 08′    | (H) |
| 46.           | Octave               | 04′    |     |
| 47.           | Flûte traversière    | 04′    | (H) |
| 48.           | Nasard               | 02 ⁄3′ |     |
| 49.           | Flageolet            | 02′    | (H) |
| 50.           | Plein jeu V–VI       | 02′    |     |
| 51.           | Basson               | 16′    |     |
| 52.           | Trompette harmonique | 08′    |     |
| 53.           | Hautbois             | 08′    | (H) |
| 54.           | Clairon              | 04′    |     |
|               | Tremulant            |        |     |

| V Fernwerk C–f3 |               |        |     |
| 55.             | Bourdon       | 16′    | (G) |
| 56.             | Principal     | 08′    | (*) |
| 57.             | Bourdon       | 08′    | (G) |
| 58.             | Spitzflöte    | 08′    | (H) |
| 59.             | Octave        | 04′    |     |
| 60.             | Spitzflöte    | 04′    | (H) |
| 61.             | Quinte        | 02 ⁄3′ | (G) |
| 62.             | Octave        | 02′    | (G) |
| 63.             | Trompete      | 08′    | (H) |
| 64.             | Vox humana    | 08′    | (H) |
|                 | Tremulant     |        |     |
|                 | Regenmaschine |        | (h) |
|                 |               |        |     |
|                 | schwellbar:   |        |     |
| 65.             | Fagott        | 16′    | (h) |
| 66.             | Physharmonica | 08′    | (h) |
| 67.             | Clarinette    | 08′    | (h) |

| Pedal C–f1 |              |         |        |
| 68.        | Principal    | 32′     | (G)    |
| 69.        | Octave       | 16′     | (H)    |
| 70.        | Subbass      | 16′     | (H)    |
| 71.        | Gedackt      | 16′     | (H)    |
| 72.        | Octave       | 08′     | (G, H) |
| 73.        | Flöte        | 08′     | (H)    |
| 74.        | Violon       | 08′     | (H)    |
| 75.        | Quarte II    | 05 1⁄3′ | (G)    |
| 76.        | Octave       | 04′     | (G)    |
| 77.        | Spillflöte   | 04′     |        |
| 78.        | Grossterz    | 03 1⁄5′ |        |
| 78.        | Mixtur IV    | 02 ⁄3′  |        |
| 79.        | Kontrafagott | 32′     |        |
| 80.        | Tuba         | 16′     |        |
| 81.        | Posaune      | 16′     |        |
| 82.        | Trompete     | 08′     | (H)    |
| 83.        | Clairon      | 04′     | (H)    |

- Koppeln:
  - Normalkoppeln: I/II, III/I, III/II, IV/II, IV/III, V/III, I/P, II/P, III/P, IV/P, V/P
  - Echowerkskoppeln: EW/I, EW/II, EW/III, EW/IV, EW/V, EW/P
- Anmerkung

(G) = Pfeifenmaterial ganz oder teilweise von Johann Geißler (1650)
(H) = Pfeifenmaterial ganz oder teilweise von Friedrich Haas (1862, 1887 bzw. 1892)
(*) = Pfeifenmaterial von vor 1862
(h) = von 1862 (Friedrich Haas)

### Echowerk
Um das stilistisch vielfältige Instrument wieder zur Vollendung zu bringen, wurden originale Pfeifenbestände (1651/1862) – die beim grossen Umbau der Hoforgel (1972–1977) entfernt wurden – durch die Firma Orgelbau Kuhn AG restauriert und in die «Orgellandschaft» zurückgeführt. Der Verein «Freunde der Hoforgeln» hat sich verpflichtet, das Echowerk für die nächsten 20 Jahre finanziell abzusichern.
Der Luzerner Architekt Andy Raeber in Zusammenarbeit mit dem Orgelbauer Claude Lardon bezieht sich mit seinem Design für das Gehäuse auf musikalische Aspekte, welche die Musik jener Zeiten, 1651, 1862 und 2015 architektonisch zum Ausdruck bringen.
Das Instrument ist von der Hauptorgel aus anspielbar. Die Register sind auf zwei Abteilungen und ein Pedal verteilt.
| Erste Abteilung C–f3 (schwellbar) |                           |         |          |
| 01.                               | Bourdon                   | 16′     | (H), (G) |
| 02.                               | Violon                    | 16′     | (H)      |
| 03.                               | Gambe                     | 08′     | (G)      |
| 04.                               | Dulciana                  | 08′     | (H)      |
| 05.                               | Harmonica                 | 08′     | (H)      |
| 06.                               | Flûte harmonique          | 08′     | (G)      |
| 07.                               | Flötenschwebung           | 08′     |          |
| 08.                               | Gedacktquinte             | 05 1⁄3′ | (H)      |
| 09.                               | Violine                   | 04′     | (G)      |
| 10.                               | Holzflöte                 | 04′     | (H)      |
| 11.                               | Flautino                  | 02′     | (H)      |
| 12.                               | Harmonia aetheria V–VII 0 | 05 1⁄3′ |          |
| 13.                               | Piccolo                   | 01′     | (H)      |
|                                   | (Flügel-)Tremulant        |         |          |

| Zweite Abteilung C–f3 |                        |     |
|                       | Alphorn (Ext. Nr. 14)  | 16′ |
| 14.                   | Alphorn                | 08′ |
|                       | Alphorn (Ext. Nr. 14)  | 04′ |
| 15.                   | Streicherkornett III–V | 08′ |
|                       | Sennschellen           |     |
|                       | Bätruef                |     |

| Pedal C–f1 (schwellbar) |                         |         |          |
|                         | Violonbass (= Nr. 2)    | 16′     | (H)      |
|                         | Echobass (= Nr. 1)      | 16′     | (H), (G) |
| 16.                     | Quinte                  | 10 2⁄3′ | (H)      |
| 17.                     | Violoncello             | 08′     | (H)      |
| 18.                     | Flöte                   | 08′     | (H)      |
|                         | Sousaphon (Ext. Nr. 19) | 32′     |          |
| 19.                     | Euphonium               | 16′     |          |
|                         | Sennschellen            |         |          |

- Anmerkungen:

(H) Pfeifenmaterial ganz oder teilweise alt von 1862 (Friedrich Haas)
(G)Pfeifenmaterial ganz oder teilweise alt von 1898, 1919 (Friedrich Goll)

### Chororgel (sog. Walpenorgel)

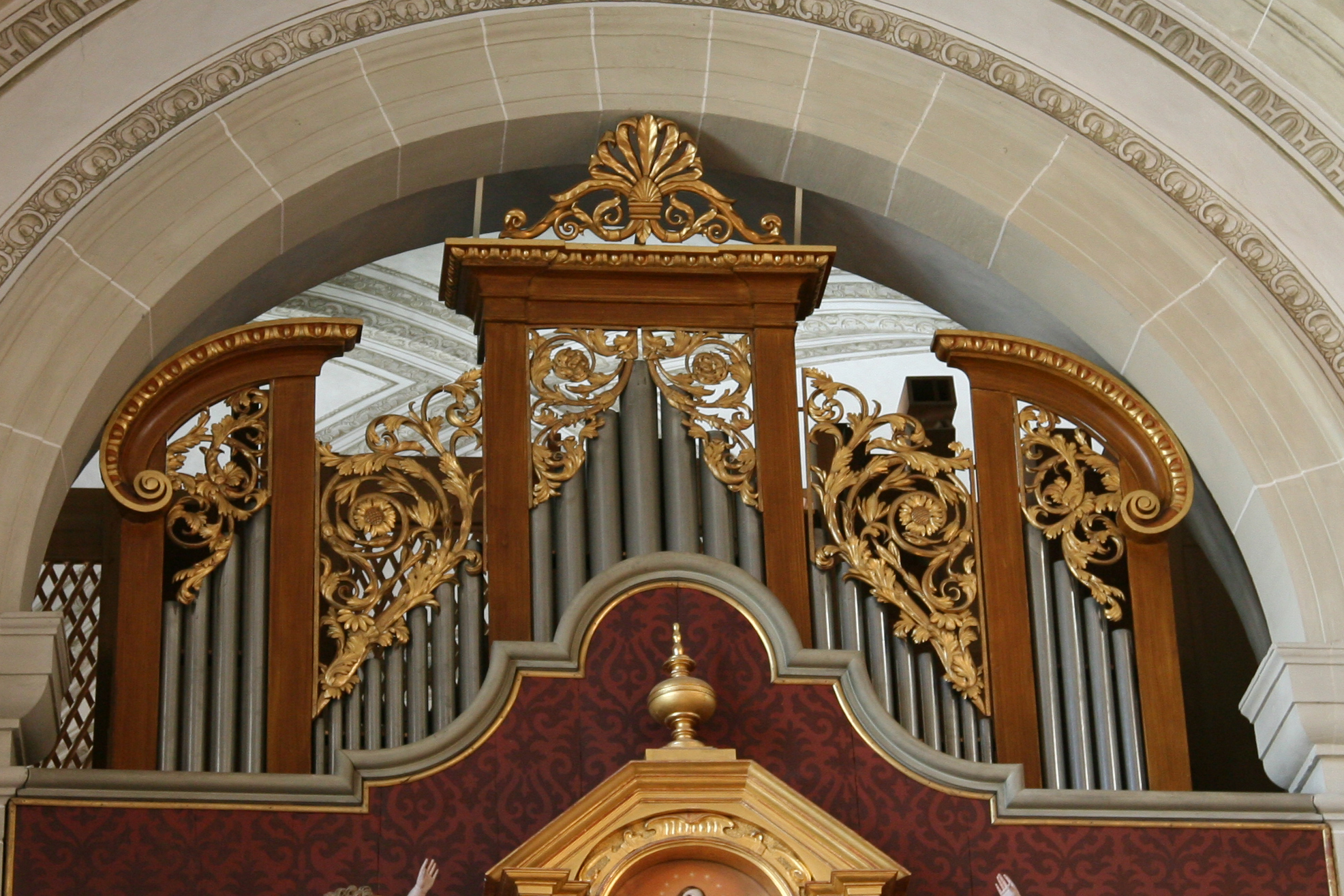
Orgelprospekt der Walpenorgel (oberhalb Maria-End-Altar)

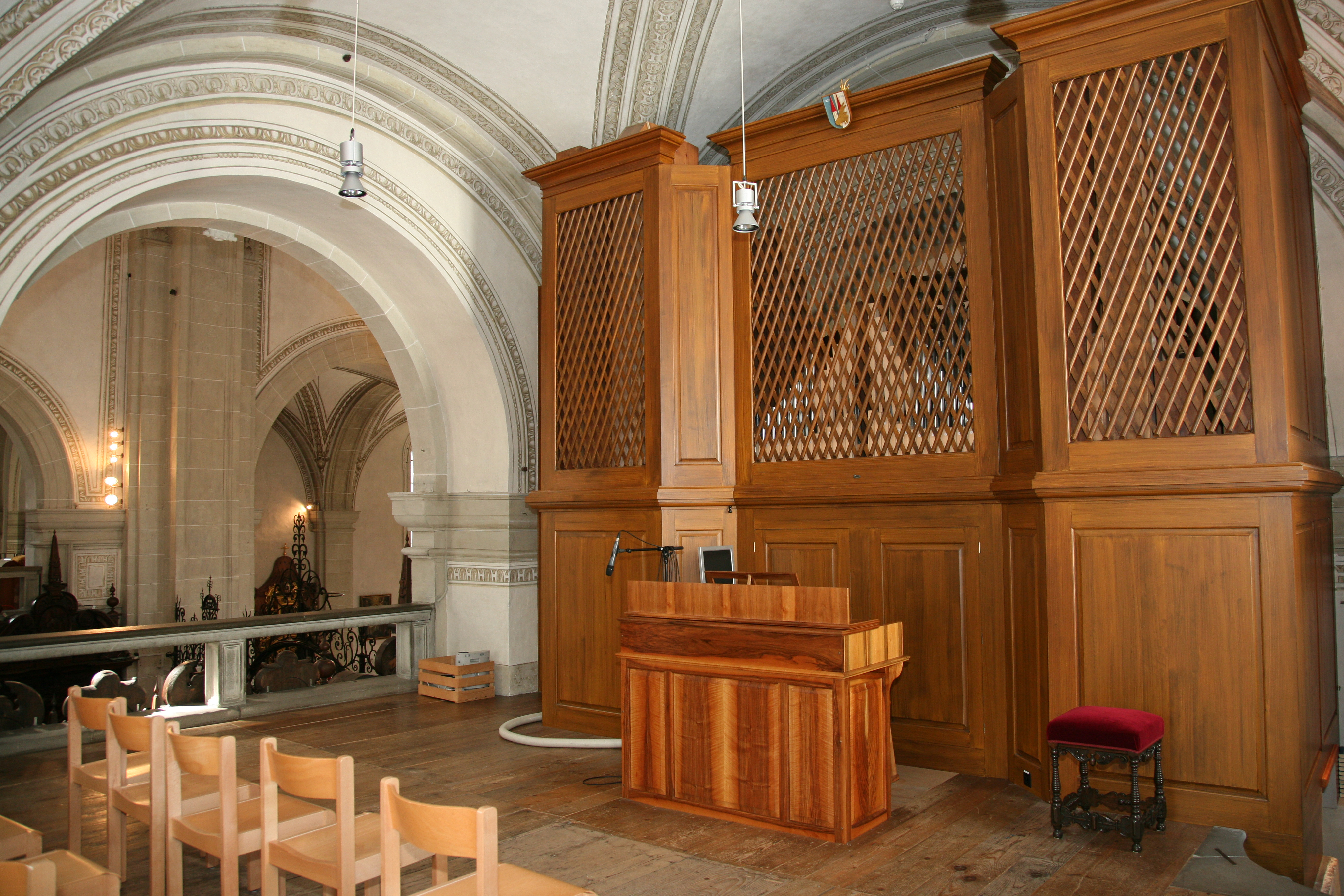
Rückseite der Walpenorgel

Die Chororgel wurde in den Jahren 1842 bis 1844 von dem Orgelbauer Thomas Sylvester Walpen (1802–1857) erbaut, dem letzten Spross einer bekannten Orgelbauerdynastie aus dem Wallis. Nach ihrem Erbauer wird sie auch als Walpenorgel bezeichnet. Das Instrument hat 27 Register (1137 Zinn- und Holzpfeifen) auf zwei Manualen und Pedal.
1941 wurden die bis dato mechanischen Trakturen durch pneumatische Trakturen ersetzt. In den 1980er Jahren musste die Walpenorgel aufgrund eines Defekts stillgelegt werden. 2003 wurde das Instrument, welches in seiner Originalsubstanz weitgehend erhalten war, auf Initiative des «Walpenorgelkomitees» gerettet und restauriert.
| I Hauptmanual C–f3 |                   |        |
| 01.                | Principal         | 16′    |
| 02.                | Principal         | 08′    |
| 03.                | Gambe             | 08′    |
| 04.                | Alt Viol          | 08′    |
| 05.                | Coppel            | 08′    |
| 06.                | Octave            | 04′    |
| 07.                | Spitzflöte        | 04′    |
| 08.                | Traversflöte      | 04′    |
| 09.                | Mixtur V          | 02 ⁄3′ |
| 10.                | Cornett V (ab c1) | 08′    |
| 11.                | Trompete          | 08′    |

| II Præludiermanual C–f3 |                    |       |
| 12.                     | Principal          | 8′    |
| 13.                     | Dolcean            | 8′    |
| 14.                     | Flöte              | 8′    |
| 15.                     | Lieblich Gedeckt 0 | 8′    |
| 16.                     | Principal          | 4′    |
| 17.                     | Flöte              | 4′    |
| 18.                     | Quinte             | 2 ⁄3′ |
| 19.                     | Flautino           | 2′    |
| 20.                     | Clarinette         | 8′    |

| Pedal C–f1 |              |     |
| 21.        | Subbass      | 16′ |
| 22.        | Violonbass 0 | 16′ |
| 23.        | Bourdon      | 16′ |
| 24.        | Octavbass    | 08′ |
| 25.        | Violonbass   | 08′ |
| 26.        | Octavbass    | 04′ |
| 27.        | Bombarde     | 16′ |

- Koppeln: II/I, I/P

## Glocken

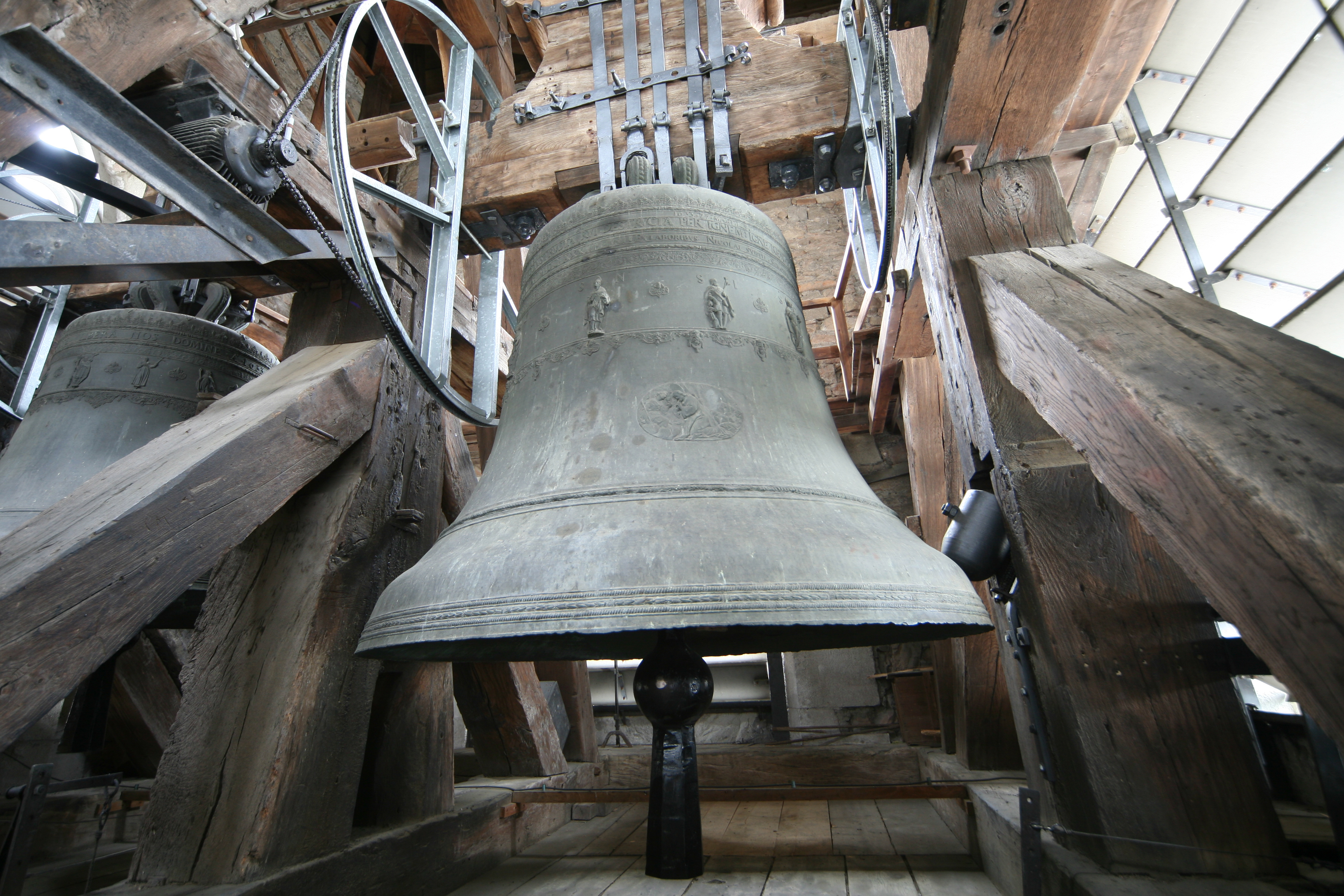
Grösste Glocke der Hofkirche

In den beiden Türmen der Hofkirche hängen insgesamt 8 Glocken, jeweils 4 Glocken in einem Turm. Die sechs grössten Glocken stammen aus dem Jahr 1633 und sind reichlich mit Dekor und Heiligenreliefs verziert. Sie bilden landesweit eines der ältesten und schwersten einheitlichen Glocken-Ensembles. Die beiden kleinsten Glocken sind noch deutlich älter, kamen aber erst später aus anderen Luzerner Türmen zum Geläut hinzu.
| Nr. | Name          | Gussjahr | Giesser                                                    | Gewicht (kg, ca.) | Nominal |
| --- | ------------- | -------- | ---------------------------------------------------------- | ----------------- | ------- |
| 1   | Theodulglocke | 1633     | Simon Michelin, Nicolaus Subtil, Caspar Delson, Lothringen | 5150              | g0      |
| 2   | Apostelglocke | 1633     | Simon Michelin, Nicolaus Subtil, Caspar Delson, Lothringen | 3850              | a0      |
| 3   | Wetterglocke  | 1633     | Simon Michelin, Nicolaus Subtil, Caspar Delson, Lothringen | 2800              | h0      |
| 4   | Festglocke    | 1633     | Simon Michelin, Nicolaus Subtil, Caspar Delson, Lothringen | 2250              | c1      |
| 5   | Reifglocke    | 1633     | Simon Michelin, Nicolaus Subtil, Caspar Delson, Lothringen | 1550              | cis1    |
| 6   | Betglocke     | 1633     | Simon Michelin, Nicolaus Subtil, Caspar Delson, Lothringen | 1050              | dis1    |
| 7   | Museggglocke  | 1381     |                                                            | 1000              | f1      |
| 8   | Kapellglocke  | 14. Jh.  |                                                            | 700               | g1      |

## Umgebung
Rothenburgerhaus: Es dürfte aus der Zeit um 1500 stammen. Es gilt als das älteste noch bestehende städtische Holzhaus Luzerns. Es diente als Kaplanei. Auch Diebold Schilling wohnte in diesem Haus und schrieb und illustrierte dort seine berühmte Chronik. Zuletzt 1968–1975 wurde das Rothenburgerhaus umfassend renoviert und vor dem Verfall bewahrt.
Gräberhallen: Die Hofkirche ist von den Gräberhallen umgeben. Diese Gräber ermöglichen nicht nur ein Studium bezüglich der Friedhofskunst und der Heraldik, sondern sie geben auch einen Einblick in die Geschichte der Stadt Luzern, weil hier vor allem einflussreiche Luzerner Familien begraben worden sind. Hans Urs Kardinal von Balthasar ist im Hoffriedhof beerdigt. Sein Grab befindet sich in der Ecke von West- und Nordseite der Gräberhallen. Der Friedhof wurde im April 2004 durch ein Urnenfeld (nördlich der Hofkirche) erweitert.
Chorherrenhäuser: Ausserdem ist die Hofkirche umgeben von den sogenannten Chorherrenhäusern, teilweise Häuser aus dem 17. Jahrhundert (wie der «Peyersche Hof», 1695). In diesen Häusern wohnen die Chorherren und in der Propstei ist in der Regel der Propst (Vorsteher der Chorherren) zu Hause.

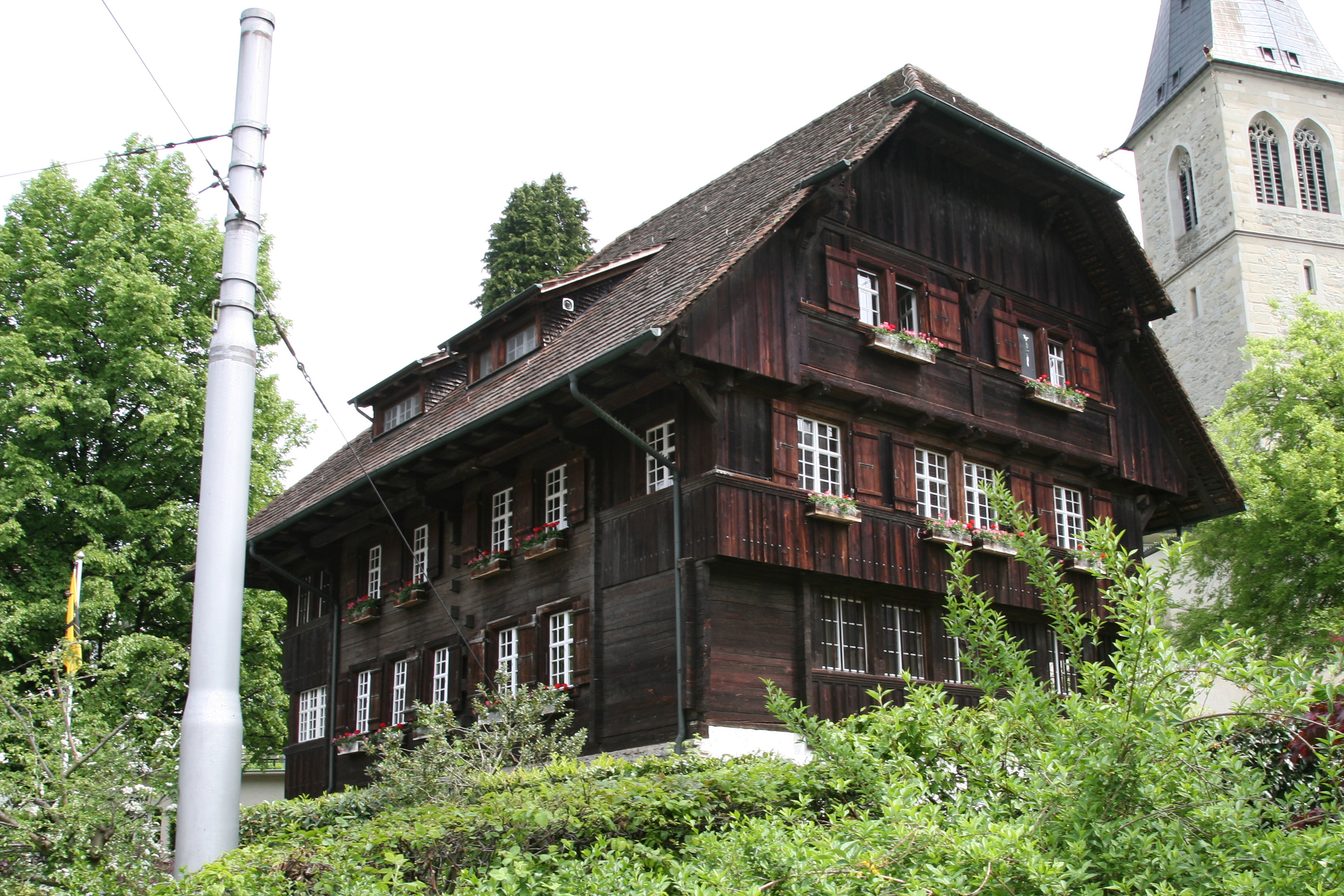
Rothenburgerhaus
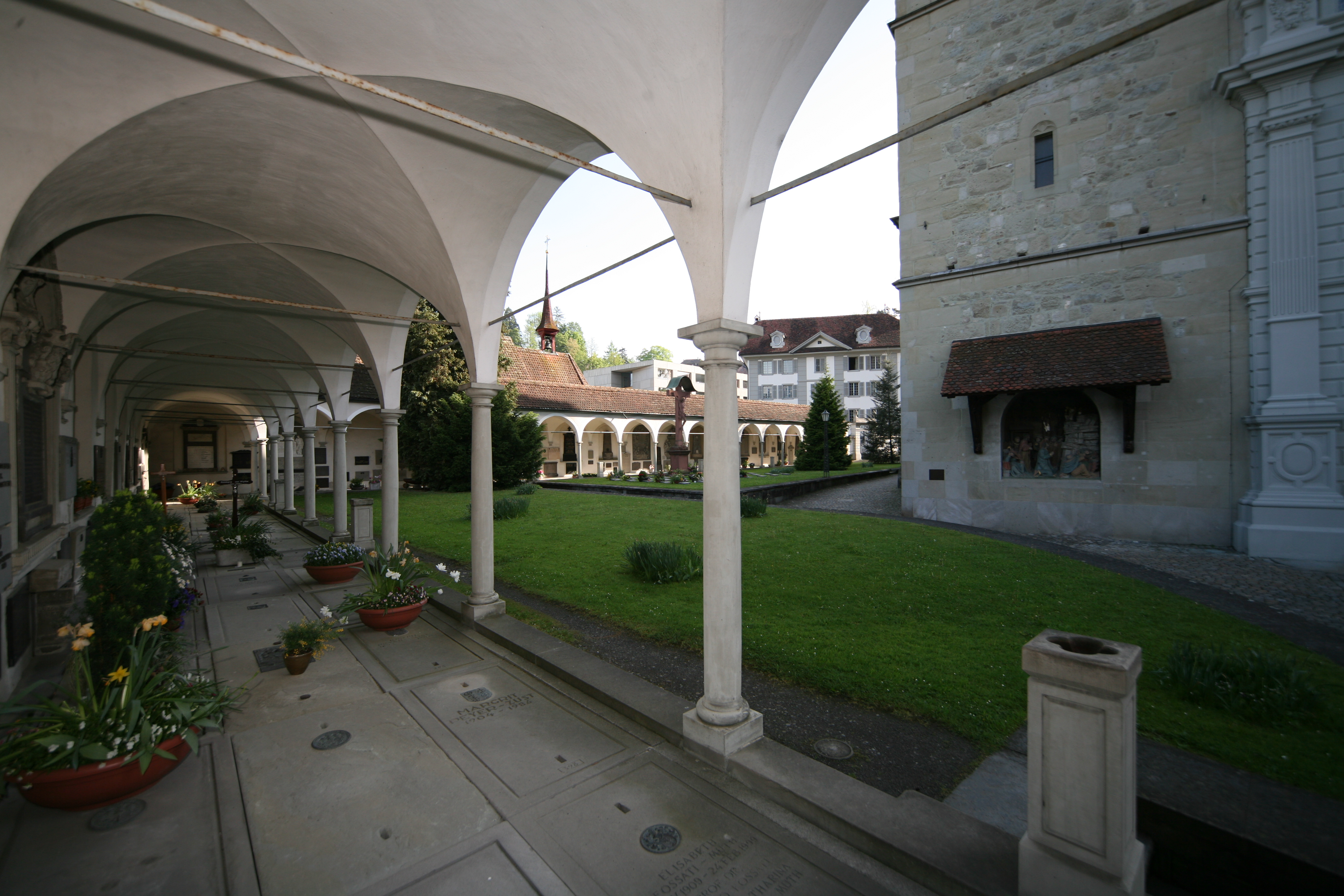
Gräberhallen, nördlicher Teil
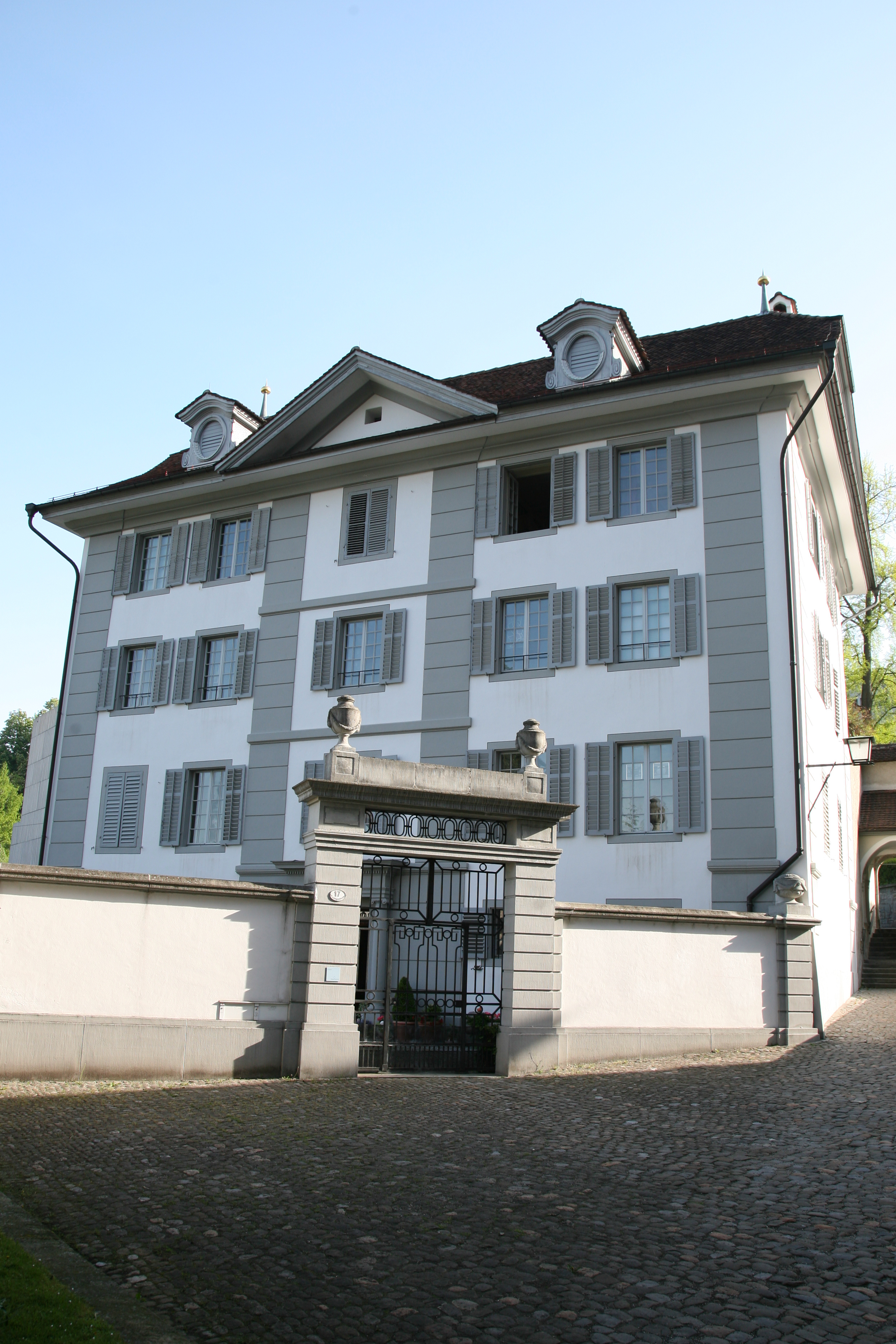
Propstei des Kollegiat-Stifts St. Leodegar
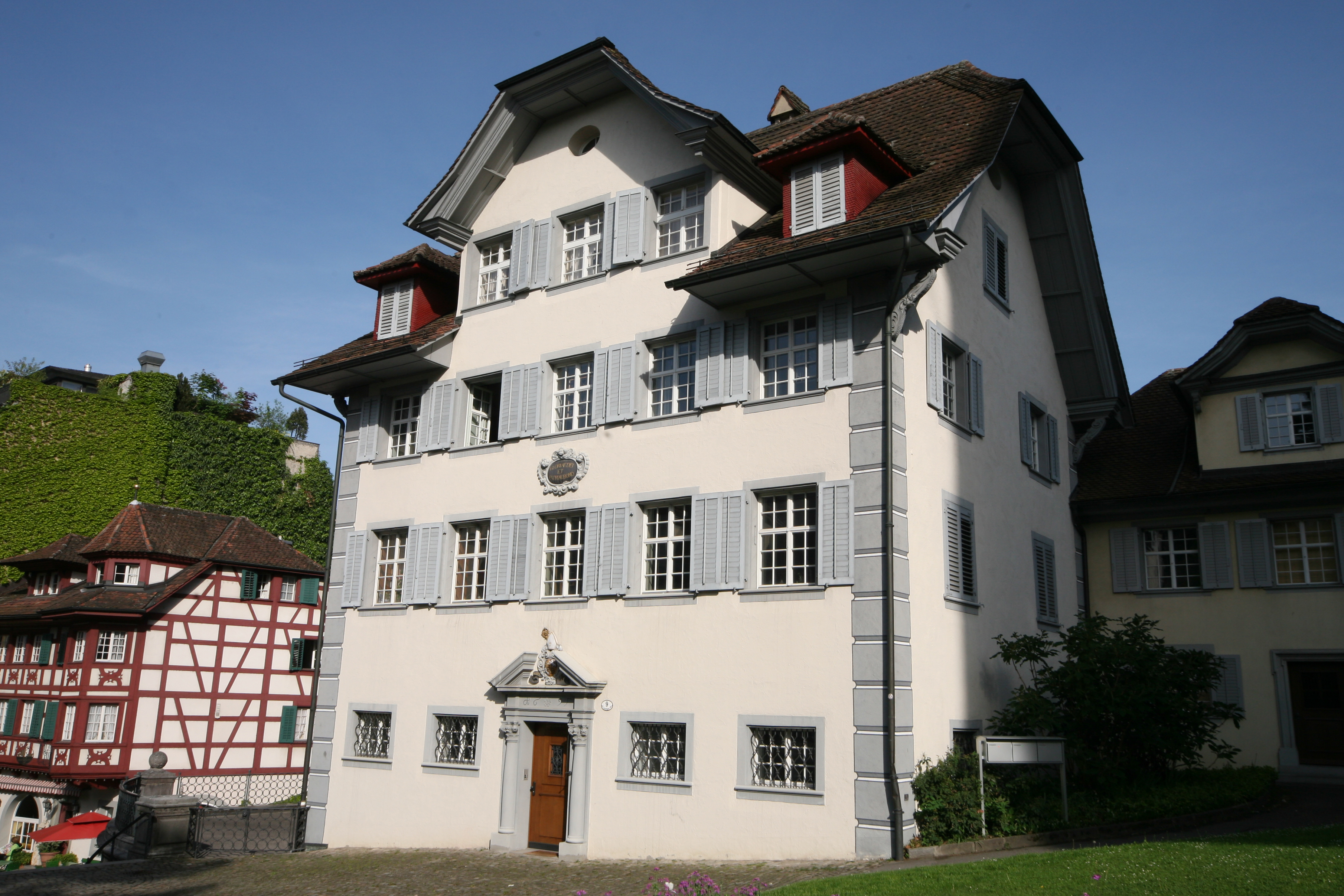
Peyerscher Chorhof von 1695

## Besondere Anlässe
Am Donnerstag zehn Tage vor Pfingsten feiert die Kirche das Fest Auffahrt (Christi Himmelfahrt). In der Hofkirche wird an diesem Tag während des 11-Uhr-Gottesdienstes eine Christusstatue mit einem speziellen Mechanismus («Hamsterrad») aufgezogen. Dieser Brauch entstand in der Barockzeit.
Am Donnerstag zehn Tage nach Pfingsten feiert die kath. Kirche das Fest Fronleichnam. An diesem Tag treffen sich die beiden Pfarreien St. Maria zu Franziskanern und St. Leodegar im Hof um 9 Uhr für die gemeinsame Eucharistiefeier auf dem Franziskanerplatz. Danach pilgern die Gläubigen in einer Prozession von der Franziskanerkirche zur Hofkirche. Dort wird der Schluss-Segen gespendet. Die Prozession wird begleitet von Erstkommunionkindern, Schweizergardisten, «Herrgottskanonieren», Rittern vom Heiligen Grab und von diversen fremdsprachigen Missionen.

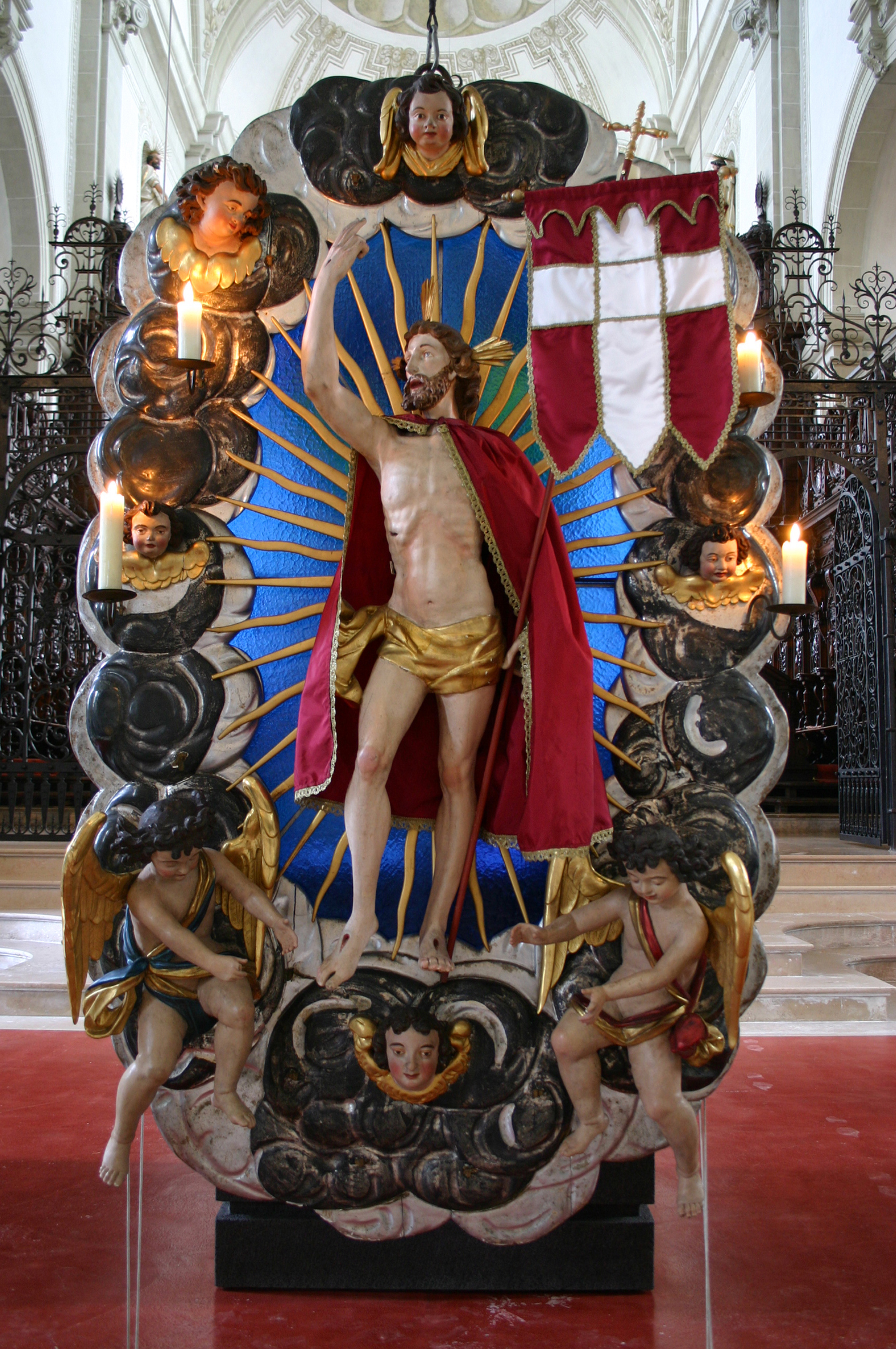
Christusbild, welches aufgezogen wird
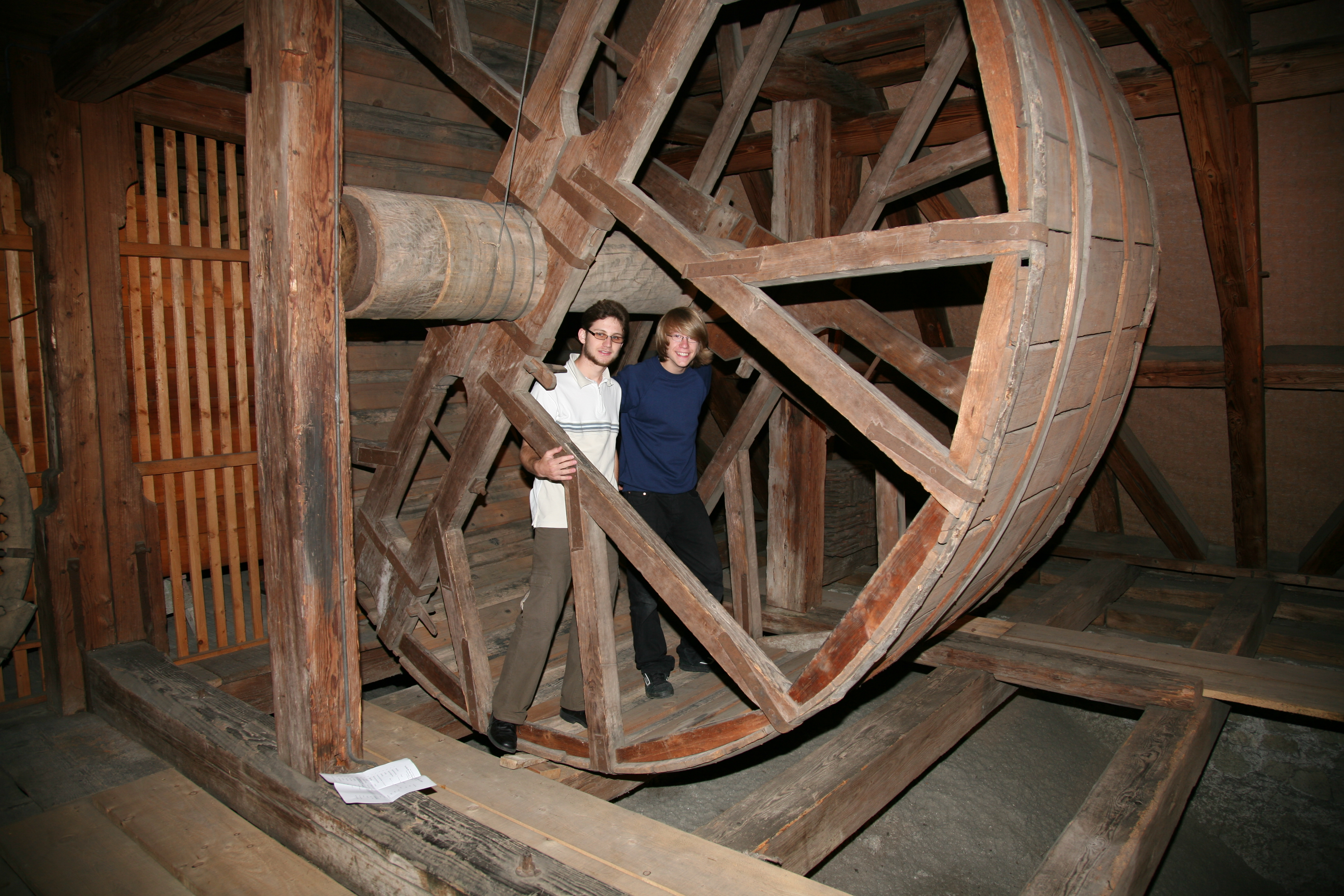
Aufzugsmechanismus auf dem Dachboden fürs Christusbild («Hamsterrad»)
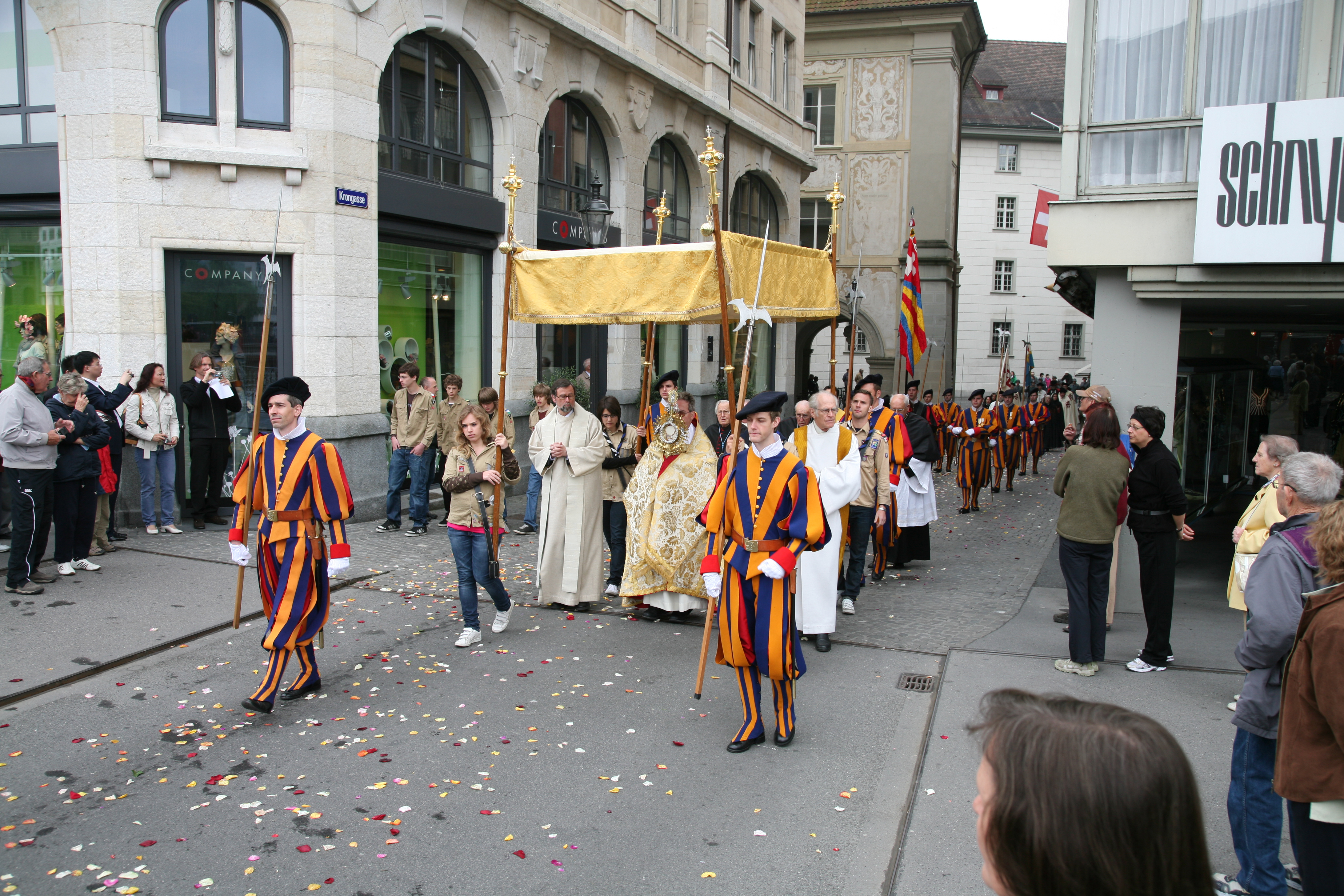
Fronleichnamsprozession in der Altstadt Luzerns
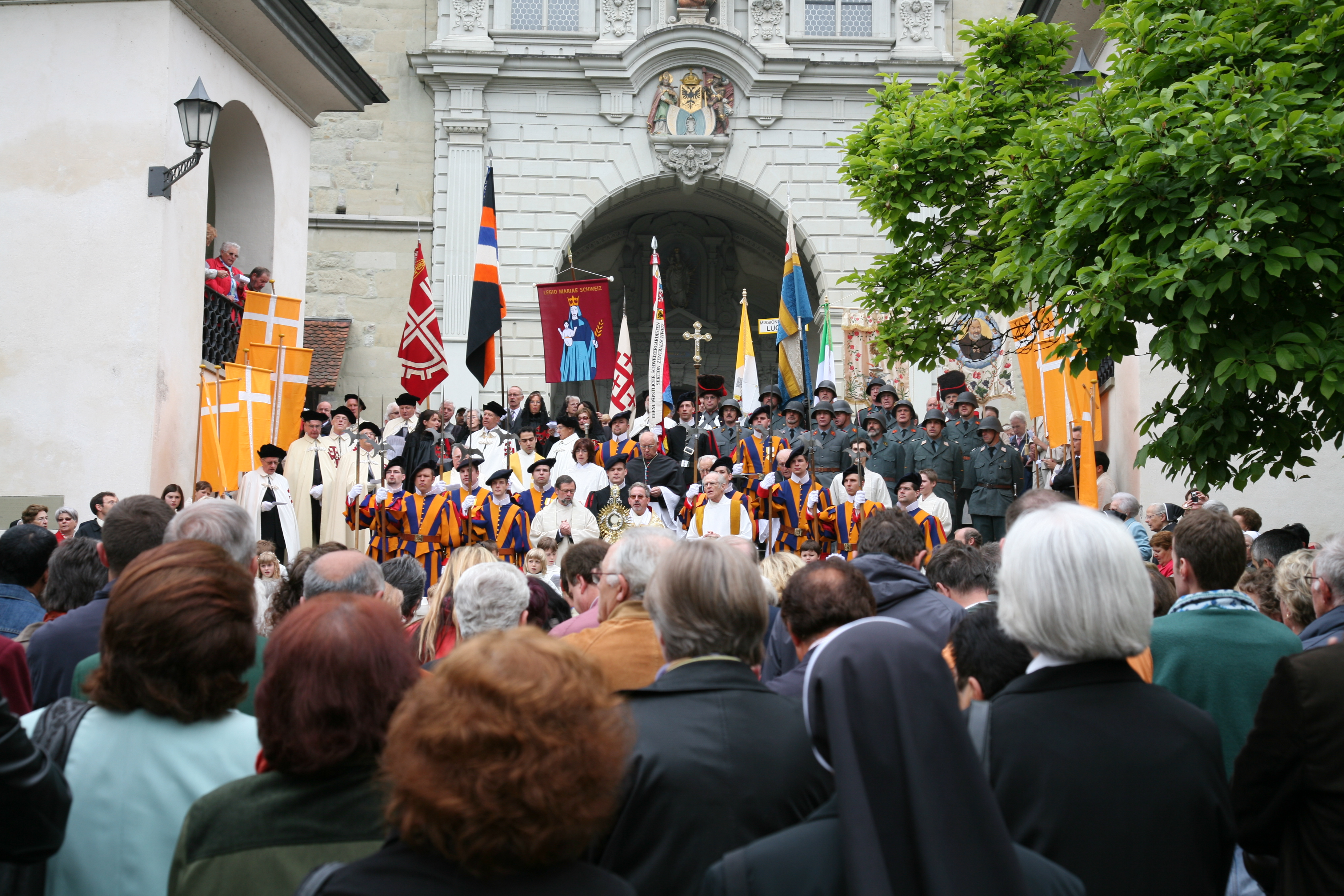
Fronleichnam: Schluss-Segen auf Hofkirchentreppe

Am ersten Dezember-Sonntag im Jahr zieht der Luzerner «Hofsamichlaus» aus der Hofkirche aus. Umrahmt von Trompetenklängen seiner Herolde hält der «Samichlaus» eine kurze Ansprache an die zahlreichen Zuhörer. Anschliessend macht er sich auf den Weg, um die vielen Kinder aus dem Pfarrei-Gebiet, egal welcher Konfession, zu besuchen, sie zu loben, zu ermahnen, zu bescheren und die Verslein anzuhören. Auf seinem Rundgang begleiten ihn die «Zwergli», Ministranten, Diener und «Schmutzli». Dieser Brauch existiert mindestens seit dem Jahr 1908, wie Fotos und Zeitungsausschnitte belegen.

## Weitere Bilder der Hofkirche und Umgebung

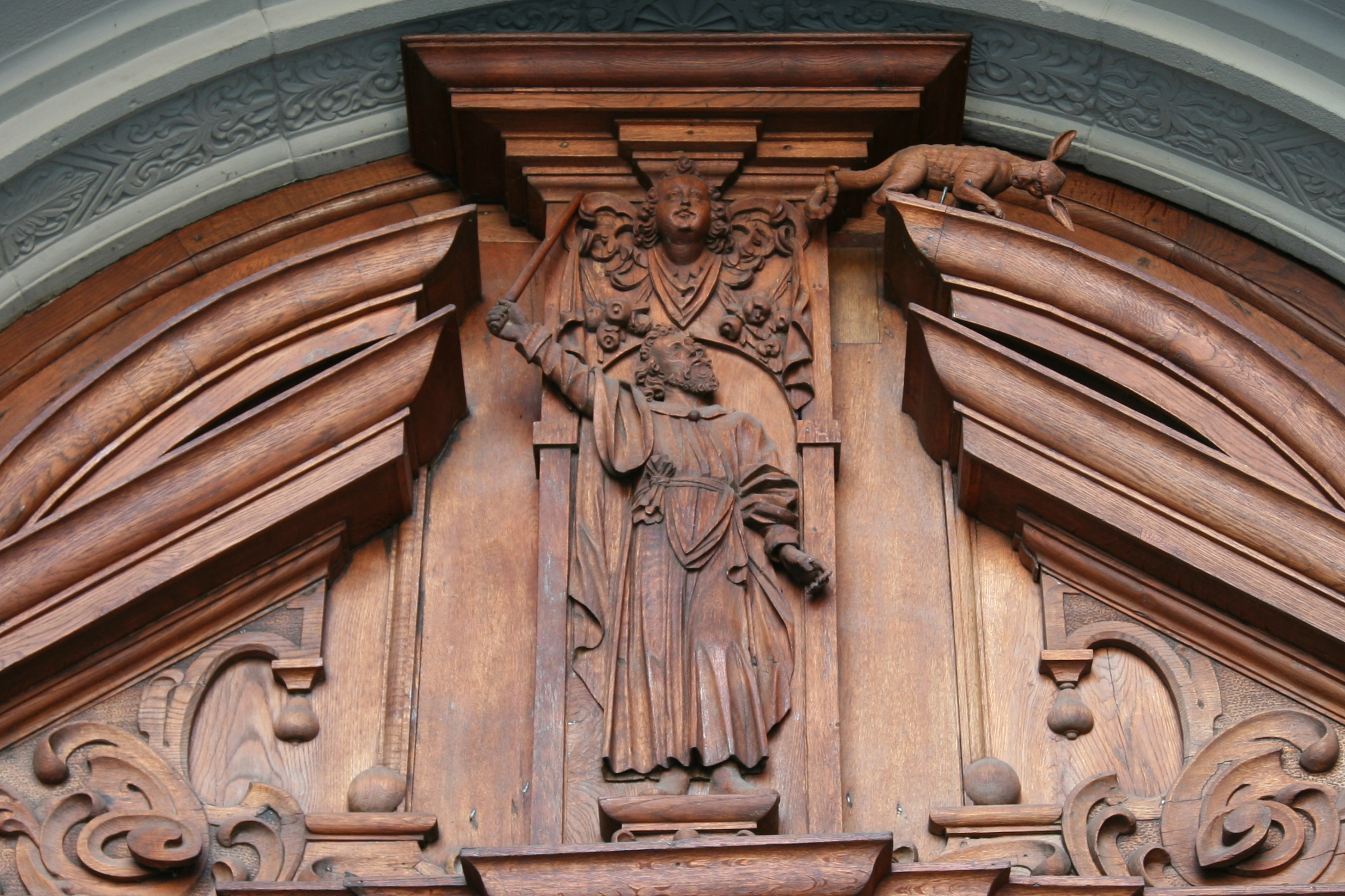
Hl. Beat und Drache über dem Hauptportal
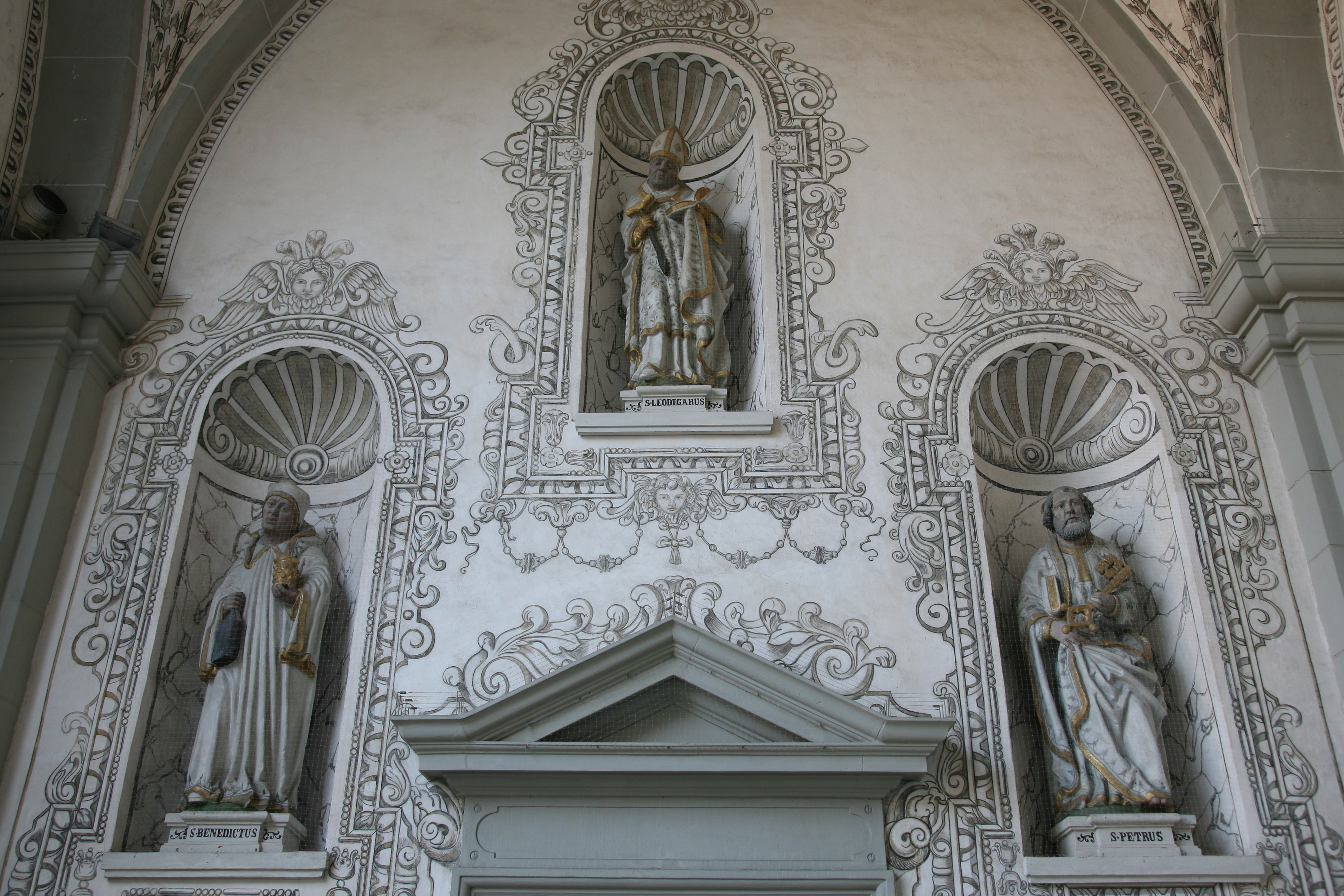
Vorzeichen Nordseite
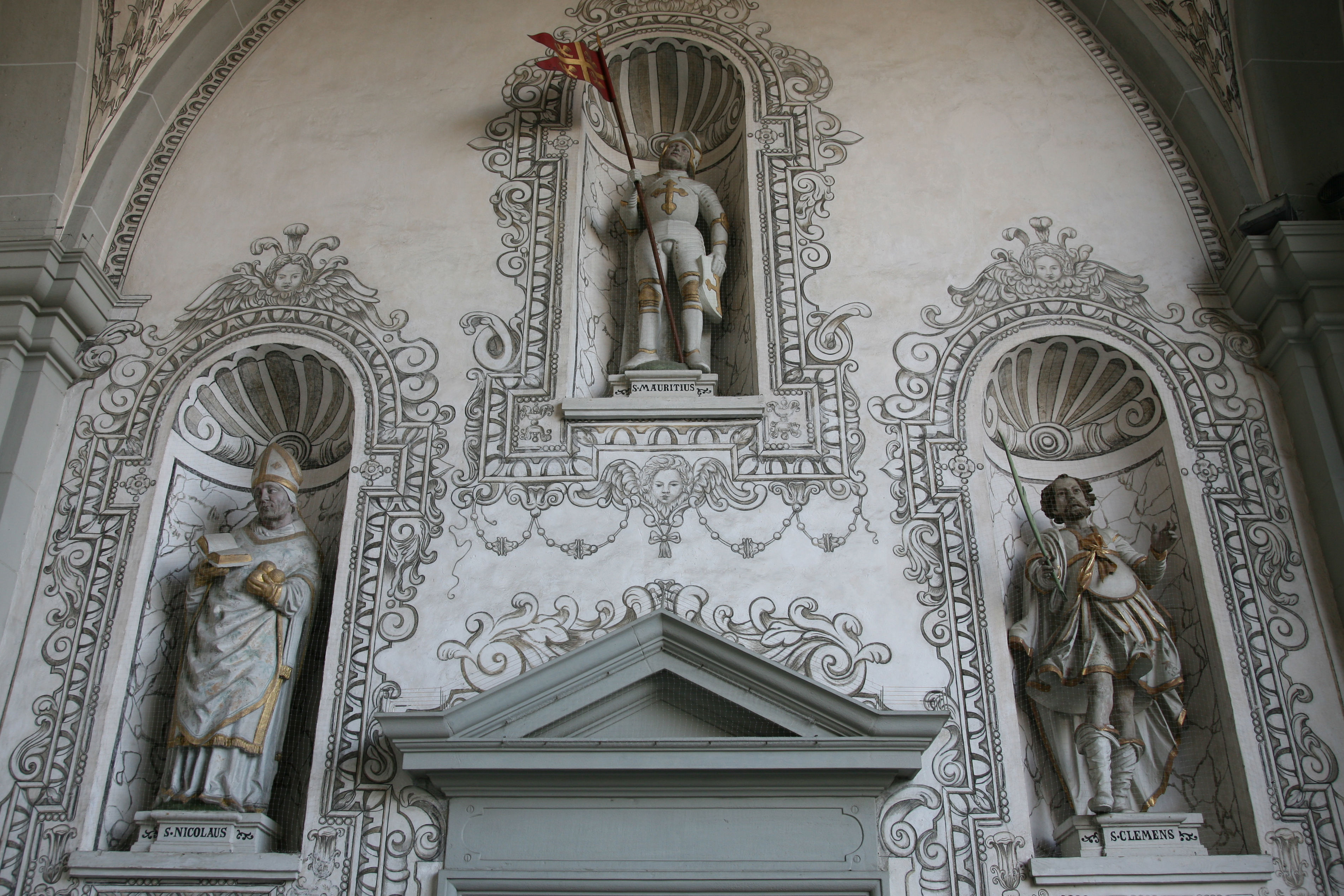
Vorzeichen Südseite
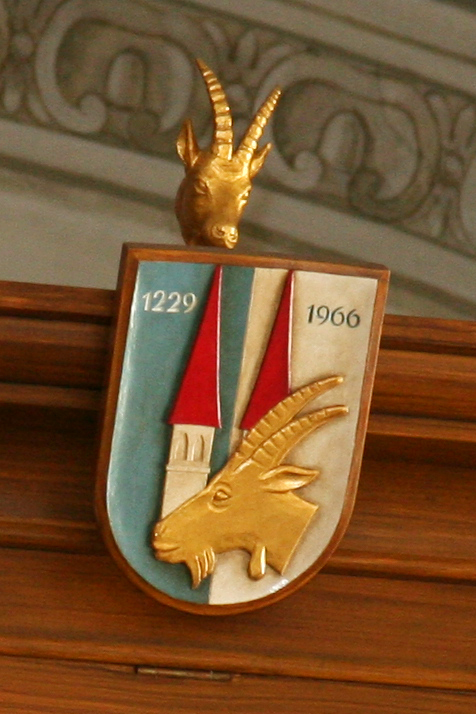
Wappen der «Hofgeissen», welche die Renovation der Walpenorgel vorangetrieben haben
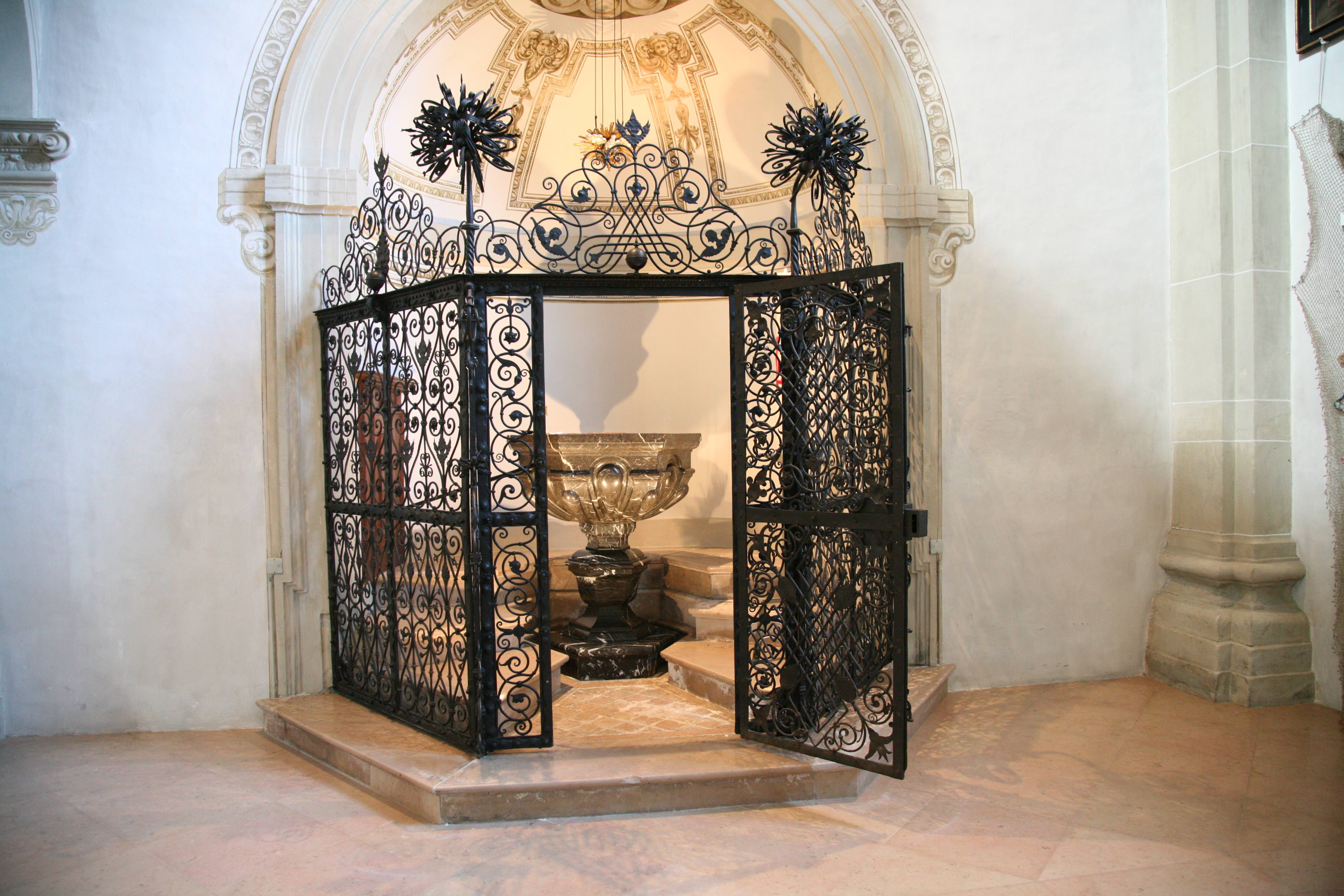
Taufstein der Hofkirche
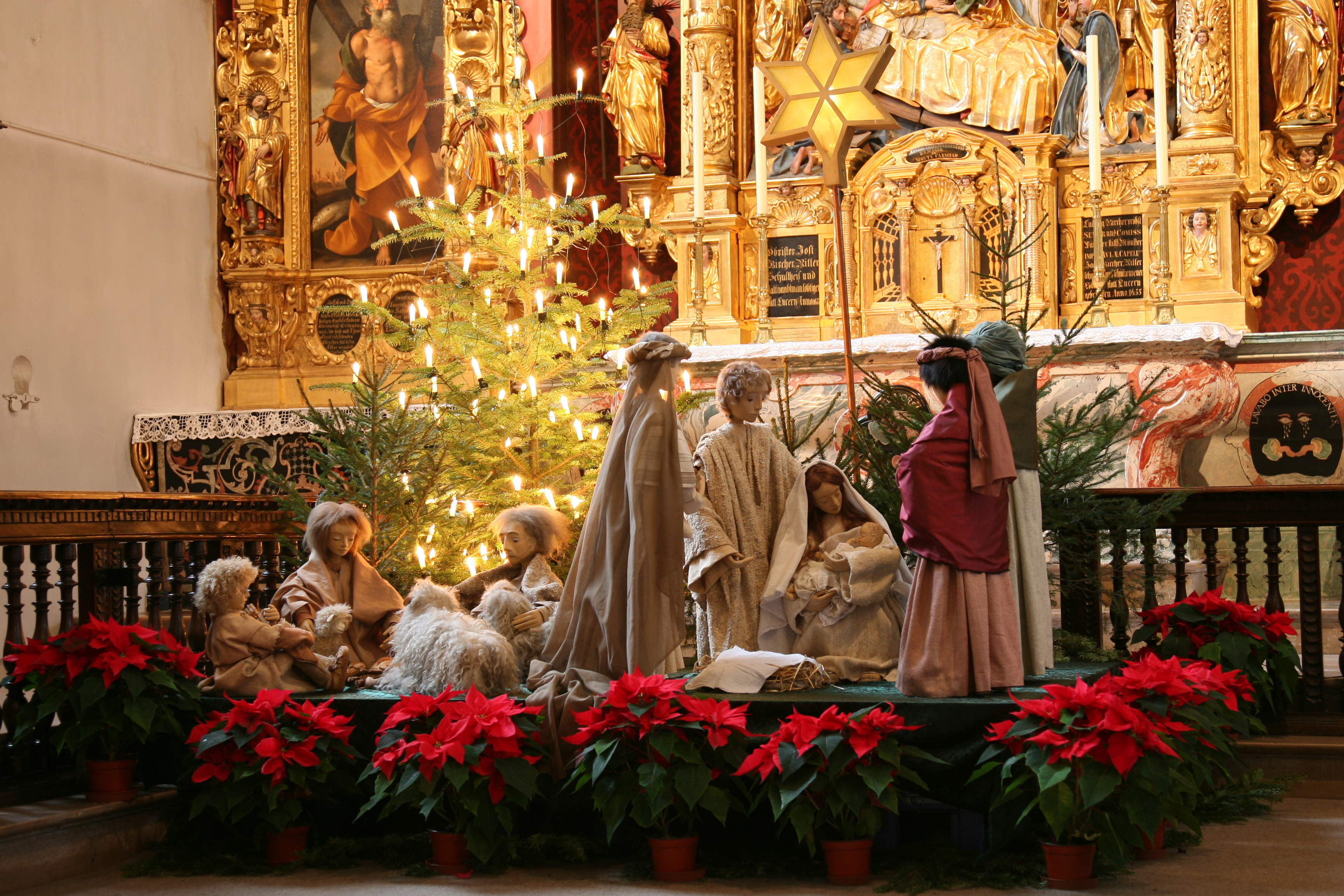
Weihnachtskrippe (aufgestellt jeweils vom 24. Dezember bis Dreikönigsfest)
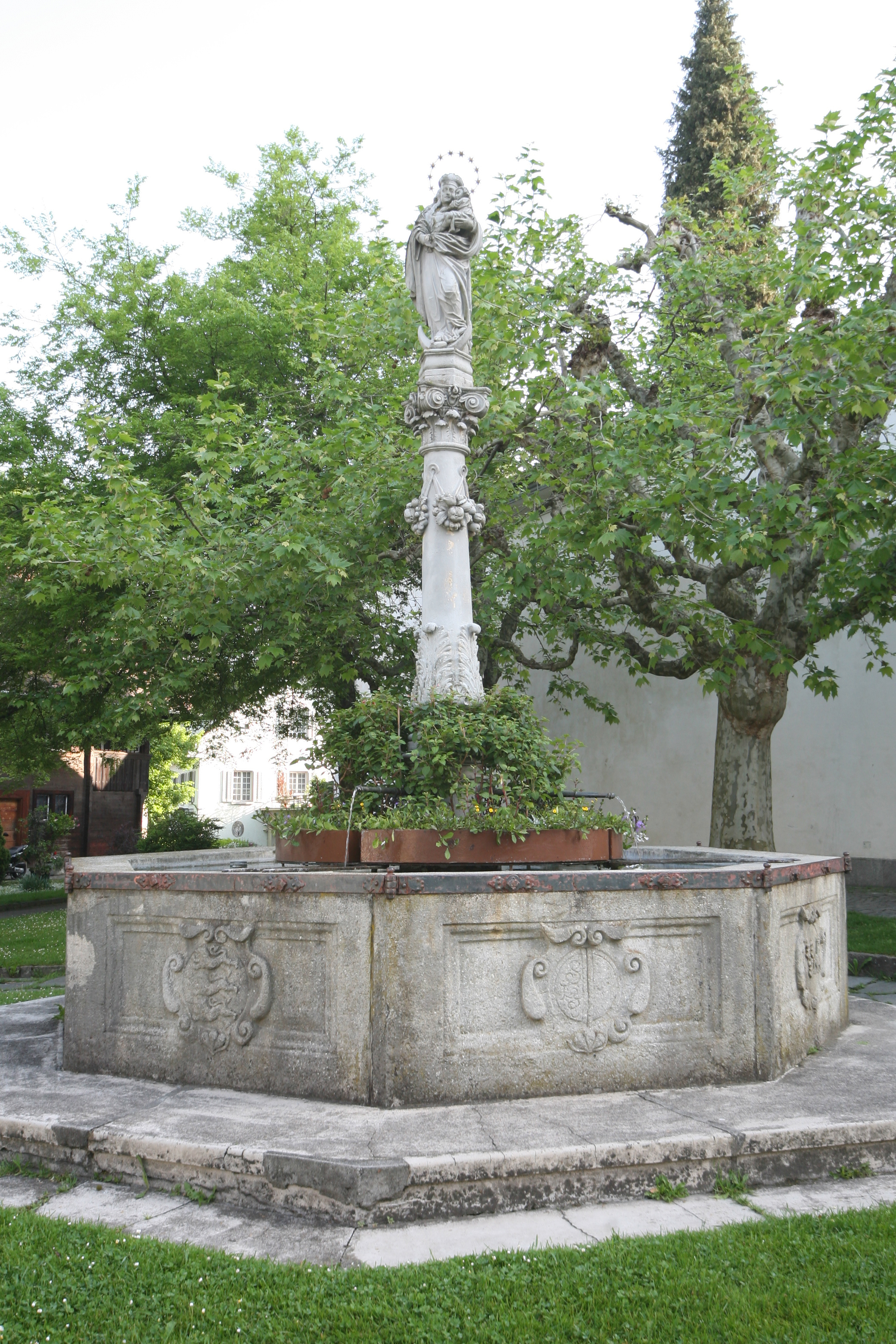
Marienbrunnen bei Hofkirche (am alten Brunnenetz der Stadt Luzern angeschlossen, Trinkwasser)
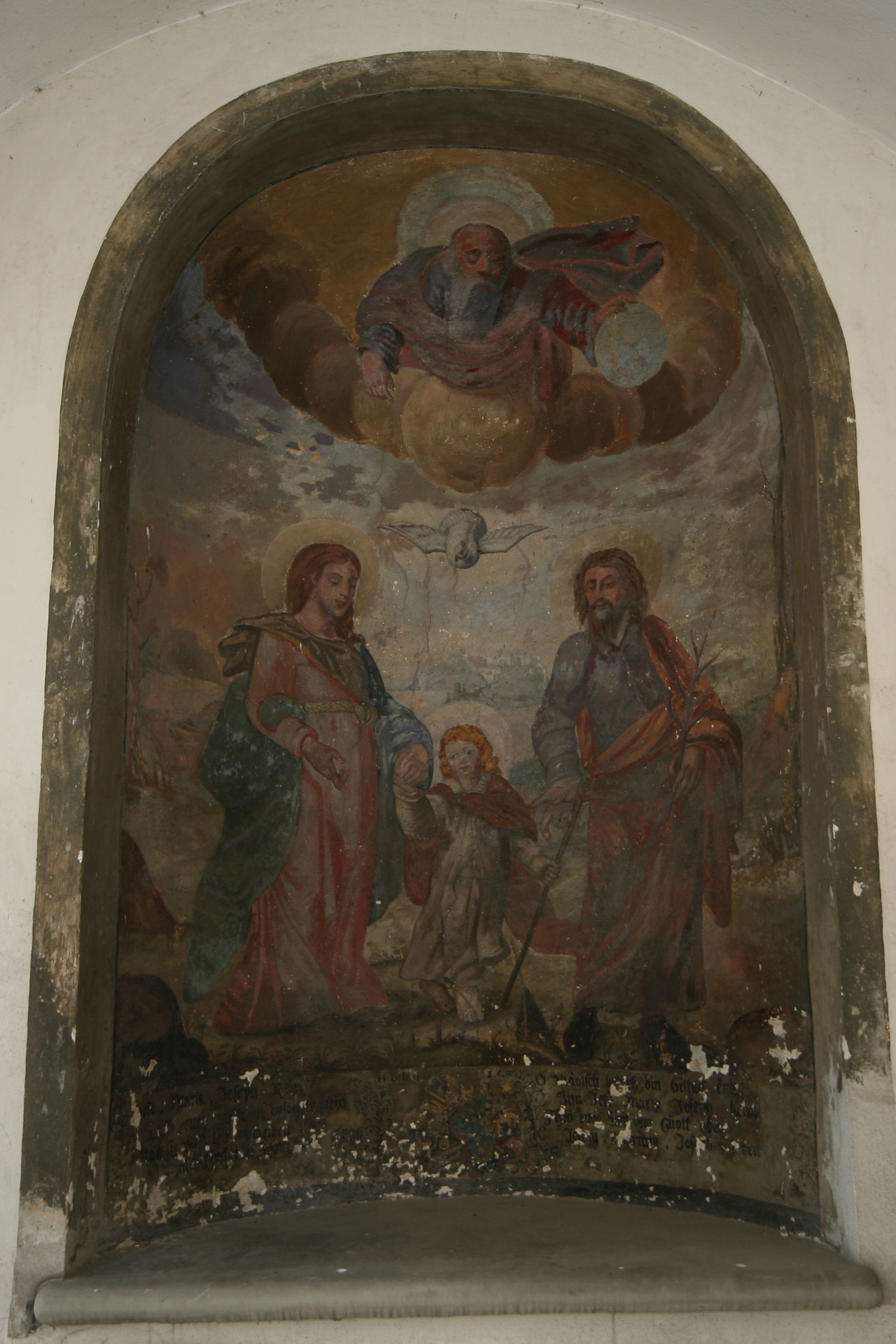
Gräberhallen: Epitaph des Ritters und Landvogts Bernhard Fleckenstein, datiert 1659 (beim Pfarrhaus)
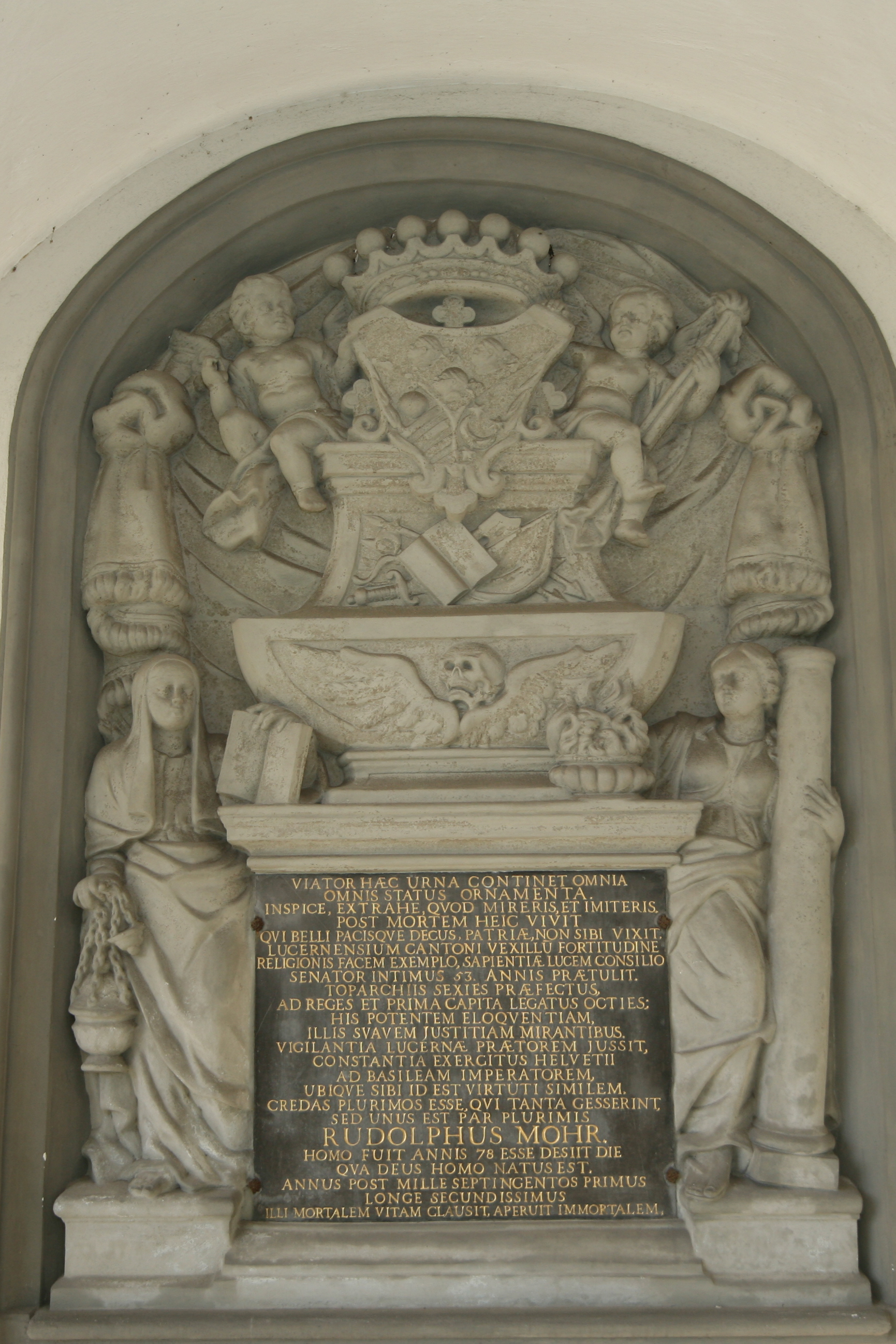
Gräberhallen: Epitaph für Schultheiss Rudolf Mohr, gestorben 1701 (Nordseite Gräberhallen)
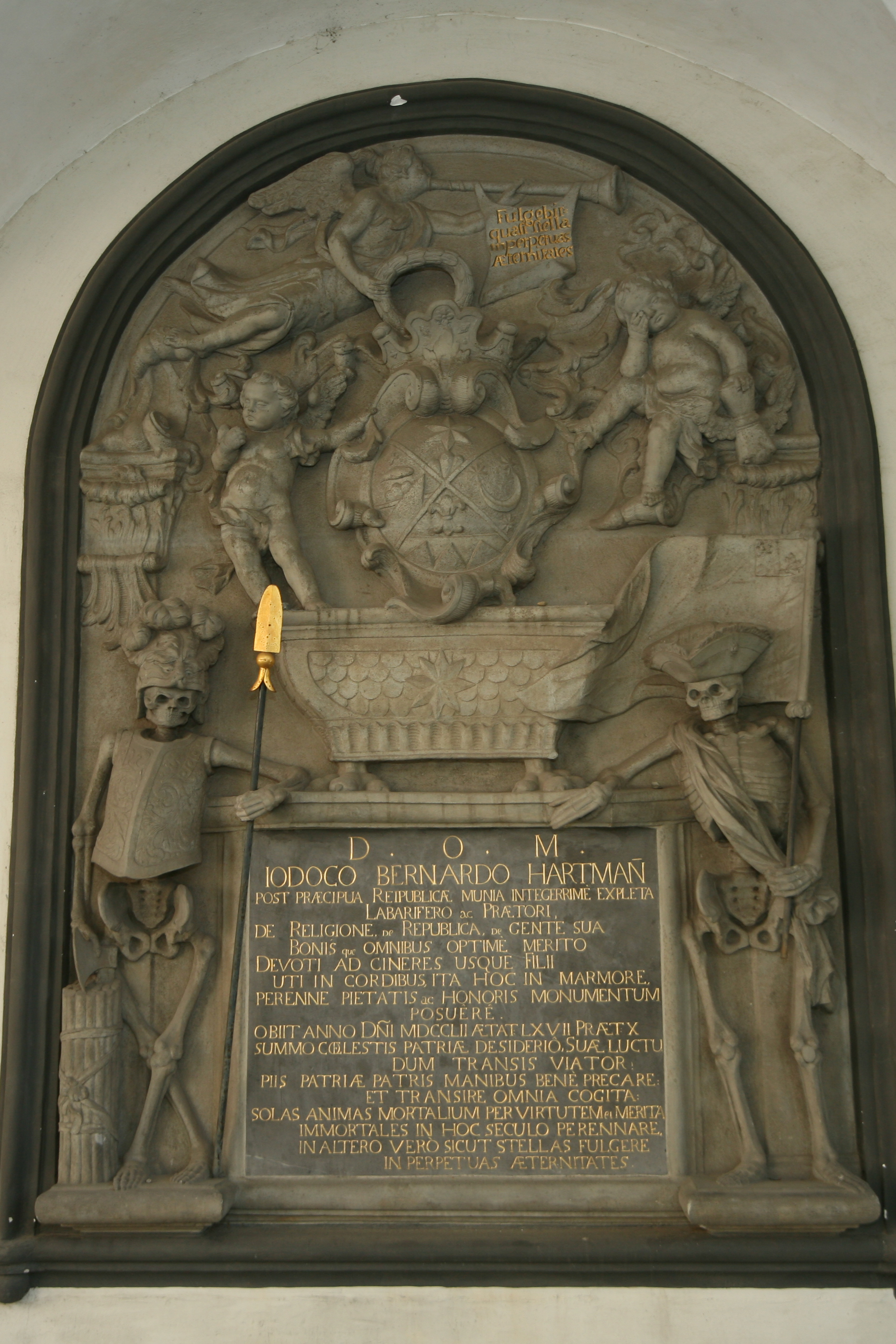
Gräberhallen: Epitaph für Jost Bernhard Hartmann, gestorben 1752 (nördlich vom Zinggentor)